# Nueva Zelanda
Nueva Zelanda (en inglés: New Zealand; en maorí, Aotearoa, «tierra de la gran nube blanca») es un país soberano insular ubicado en Oceanía, localizado en el suroeste del océano Pacífico, cerca de Australia y constituido en una monarquía parlamentaria. Está formado por dos grandes islas: la isla Norte y la isla Sur, junto a un gran número de islas menores, destacándose entre ellas la isla Stewart y las islas Chatham. El Reino de Nueva Zelanda también incluye las islas Cook y Niue (estados autónomos en libre asociación), el archipiélago Tokelau y la dependencia antártica Ross. La capital de Nueva Zelanda es la ciudad de Wellington, situada en la isla Norte.
Nueva Zelanda, notable por su aislamiento geográfico, está situada a cerca de 2000 kilómetros al sureste de Australia en el mar de Tasmania, y sus vecinos más cercanos al norte son Nueva Caledonia, Fiyi y Tonga. Debido a este largo aislamiento, en el país se desarrolló una fauna endémica dominada por las aves, muchas de las cuales se extinguieron después de la llegada de los humanos y los mamíferos que introdujeron sin ningún control. La mayor parte de la población neozelandesa es de ascendencia europea; los indígenas maoríes son la minoría más numerosa. Los asiáticos y los polinesios también son minorías significativas, especialmente en las zonas urbanas. Aunque tiene tres idiomas oficiales, el más hablado, con diferencia, es el inglés.
Carlos III, como rey de Nueva Zelanda, es el jefe de Estado del país y está representado por un gobernador general, mientras que el poder ejecutivo es ejercido por el gabinete y el primer ministro. Sus ciudades se sitúan entre las de mejor calidad de vida en el mundo. Nueva Zelanda es un país desarrollado que se posiciona en lugares altos dentro de escalafones internacionales sobre muchos temas, incluyendo la ausencia de corrupción, el nivel de educación y también destaca en su índice de desarrollo humano, que lo posiciona en el decimotercer lugar en el mundo en 2016, y su índice de democracia, lo cual lo sitúan en la gran mayoría de las publicaciones y estudios importantes como uno de los países más libres y con el mayor respeto a los derechos civiles en el mundo.

## Etimología

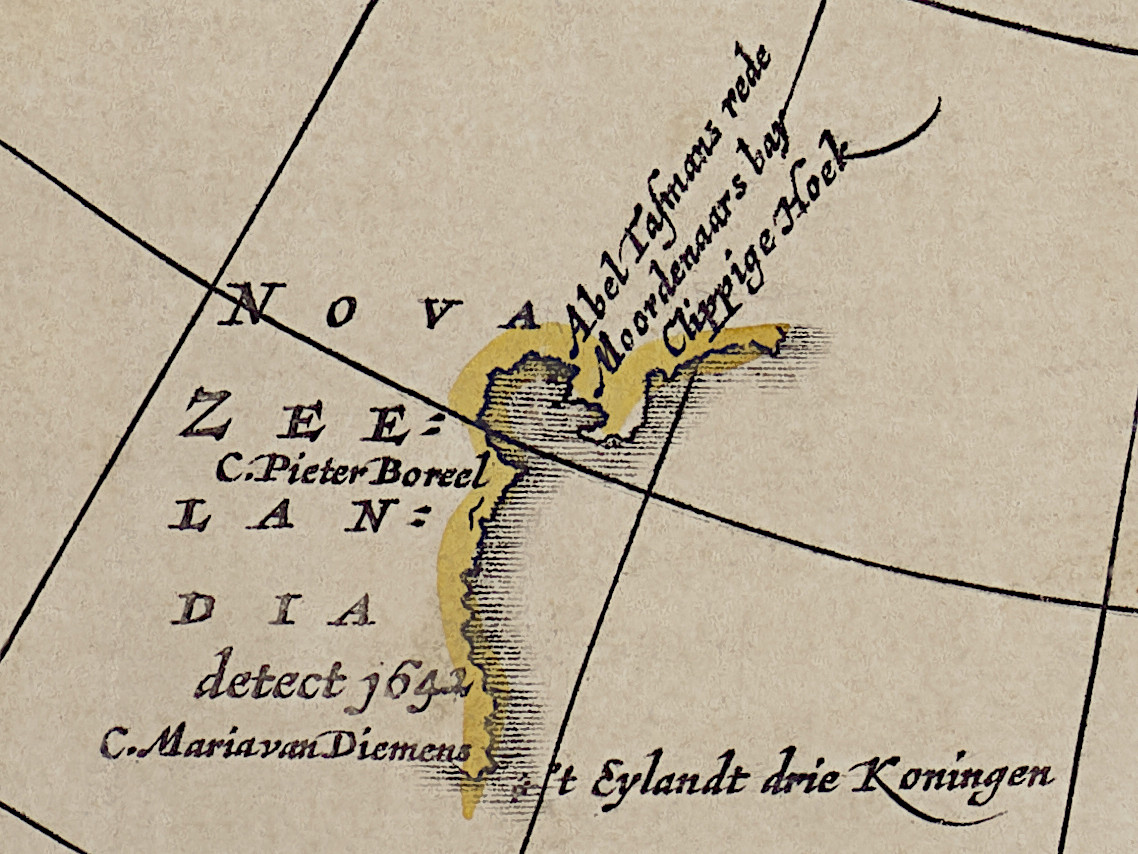
Mapa de 1666 que muestra la costa occidental de Nova Zeelandia.

Los maoríes se refieren a la isla Norte como Te Ika-a-Māui (el pez de Maui) y a la isla Sur como Te wai pounamu (las aguas de piedra verde) o Te Waka o Aoraki (la canoa de Aoraki). Hasta principios del siglo XX, la isla Norte fue también conocida como Aotearoa (coloquialmente traducido como 'tierra de la gran nube blanca'); en el maorí moderno, este nombre se refiere a todo el país. Aotearoa es también utilizado en este sentido en el inglés de Nueva Zelanda, donde puede ser utilizado por sí solo o combinado con el nombre en inglés, Aotearoa New Zealand.
El primer nombre europeo para Nueva Zelanda fue Staaten Land, nombre dado por el explorador neerlandés Abel Tasman, quien, en 1642, se convirtió en el primer europeo en ver las islas. Tasman asumió que era parte del «continente austral» descubierto por Jacob Le Maire en 1615, frente a la punta meridional de América del Sur. Este también había sido nombrado Staten Landt, que significa «tierra de los Estados generales (neerlandeses)».
El nombre de «Nueva Zelanda» se originó con los cartógrafos neerlandeses, quienes llamaron a estas islas Nova Zeelandia («nueva tierra del mar»), en honor a la provincia neerlandesa de «Zelanda» (en neerlandés: Zeeland). No está claro exactamente quién acuñó la locución «Nueva Zelanda», pero apareció por primera vez en 1645 y puede haber sido elegido por el cartógrafo Joan Blaeu. En español, los nombres «Nueva Zelanda» (usado en España, Guinea Ecuatorial y México) y «Nueva Zelandia» (en otras partes de Hispanoamérica) tienen la misma validez.

## Historia

El pueblo maorí desciende de los polinesios cuyos antepasados emigraron de Taiwán a Melanesia entre el año 3000 y el 1000 a. C. y luego viajaron hacia el este, llegando a las Islas de la Sociedad hacia el año 1000 a. C. Tras una pausa de entre 200 y 300 años, una nueva ola de exploración condujo al descubrimiento y asentamiento de Nueva Zelanda.

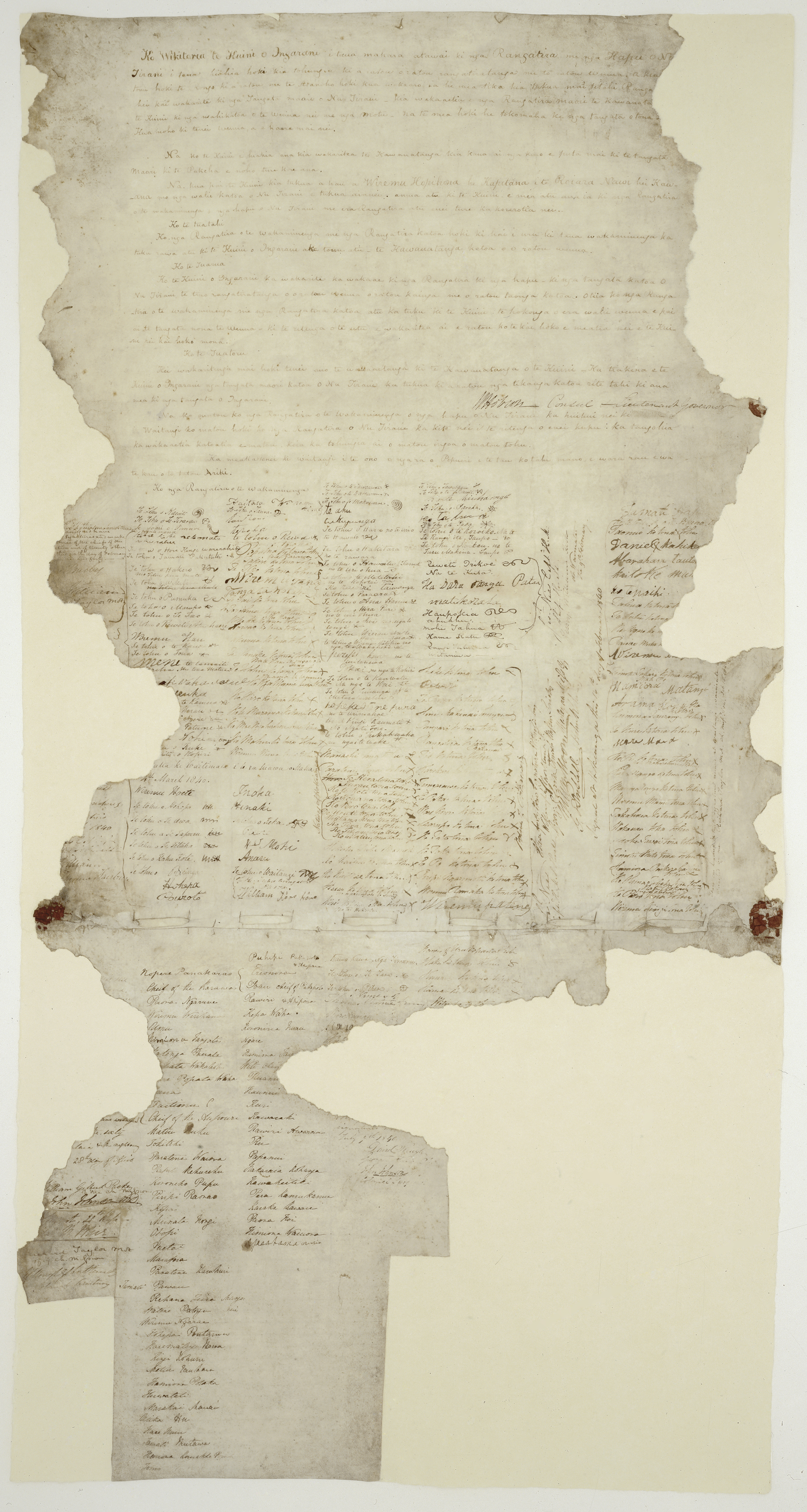
La hoja de Waitangi del Tratado de Waitangi.

### Asentamientos polinesios
Nueva Zelanda fue uno de los territorios más tardíamente poblados. Los primeros pobladores conocidos fueron los polinesios que, de acuerdo con la mayoría de los investigadores, llegaron en canoa entre los años 1250 y 1300. Algunos investigadores sugieren que en el 150 d. C. existió otra ola de inmigrantes; años más tarde estos habitantes murieron o abandonaron las islas. A lo largo de los siglos siguientes, los inmigrantes polinesios crearon una cultura distinta, ahora conocida como maorí. La población se dividía en iwi (tribus) y hapu (subtribus) que cooperaban, competían y, en ocasiones, luchaban entre sí. En algún momento, un grupo maorí emigró a las Islas Chatham, donde desarrollaron una cultura distinta, la moriori.

### Exploradores europeos

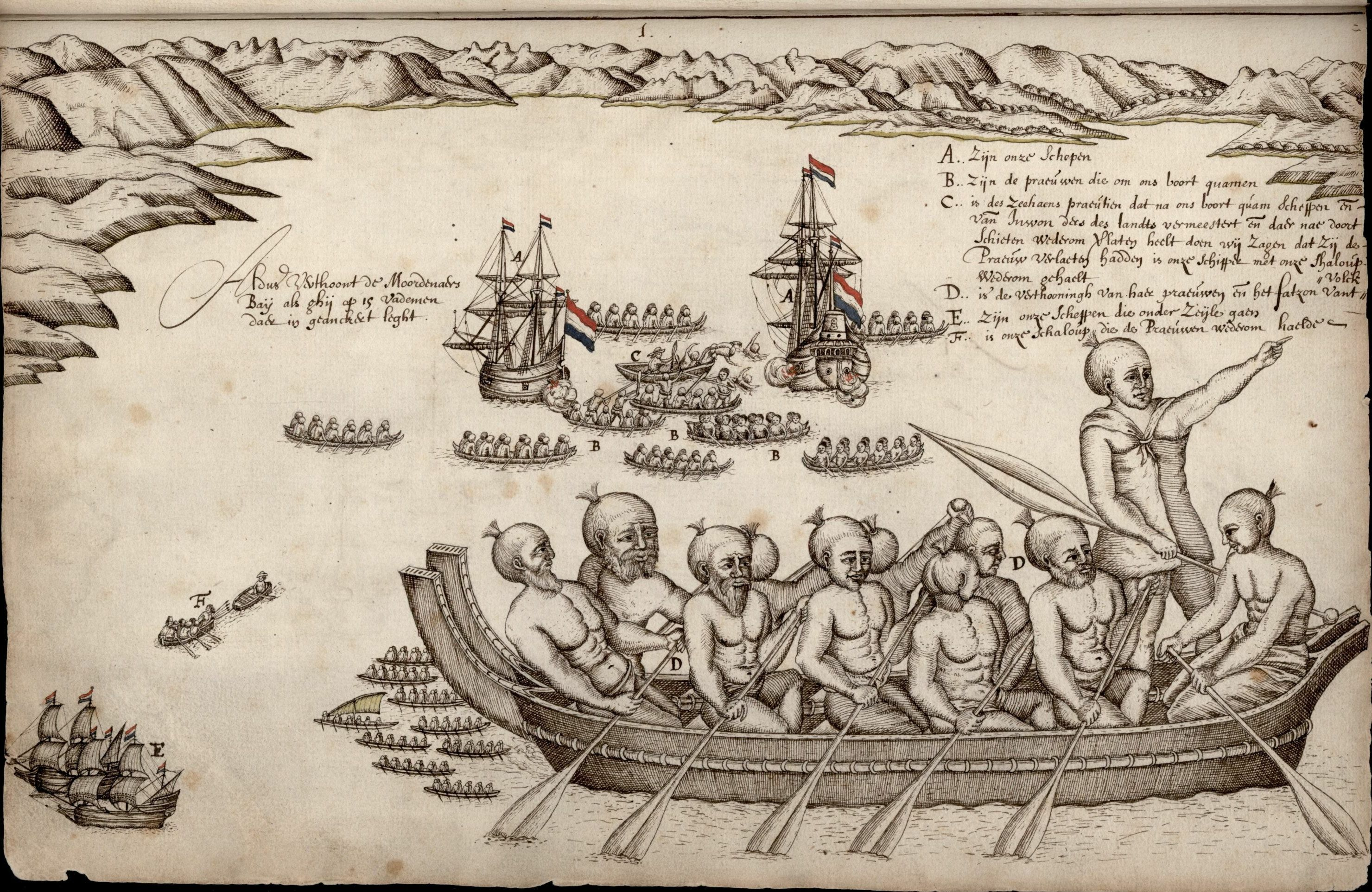
Contacto entre los maoríes y los europeos en 1642.

Es posible que el marino español Francisco de Hoces, a bordo de la carabela española San Lesmes, llegase a las costas neozelandesas en 1526, aunque no existen pruebas concluyentes del hecho. Otro supuesto avistamiento de Nueva Zelanda corresponde al viaje comandando por Juan Fernández y, probablemente, Juan Jufré en 1576, cuyos navíos, partiendo desde el Chile, llegaron a una tierra montañosa ubicada a 40°S. Posteriormente, sería pisada por el neerlandés Abel Tasman y su tripulación en 1642. Los maoríes mataron a cuatro miembros de la tripulación y ningún europeo regresó a Nueva Zelanda hasta el primer viaje del explorador inglés James Cook. En 1769, Cook llegó a Nueva Zelanda y exploró casi toda la costa. Después de Cook, el territorio neozelandés fue visitado por numerosos cazadores de ballenas y focas y buques comerciales provenientes de Europa y Estados Unidos. Allí intercambiaban alimentos y bienes europeos, especialmente metales, herramientas y armas, por madera maorí, alimentos, artefactos, agua y en ocasiones, sexo.
La introducción de la patata y el mosquete transformaron la agricultura y las batallas, comenzando en el norte y extendiéndose hacia el sur. La patata fue especialmente adecuada para el clima frío y la gran altitud del país, proporcionando una fuente de alimento fiable, lo que permitió una mayor duración de las campañas militares cada vez más agresivas. Como resultado, las Guerras de los Mosquetes abarcaron más de 600 batallas entre 1801 y 1840, matando entre 30 000 y 40 000 maoríes. No obstante, las enfermedades introducidas por los colonizadores jugaron un papel aún mayor en el declive de la población maorí, que cayó cerca de un 40 % durante el siglo XIX. Desde principios del mismo siglo, los misioneros cristianos comenzaron a llegar a Nueva Zelanda, para finalmente convertir a la mayoría de la población maorí, aunque sus avances iniciales fueron principalmente entre los miembros más descontentos de la sociedad.

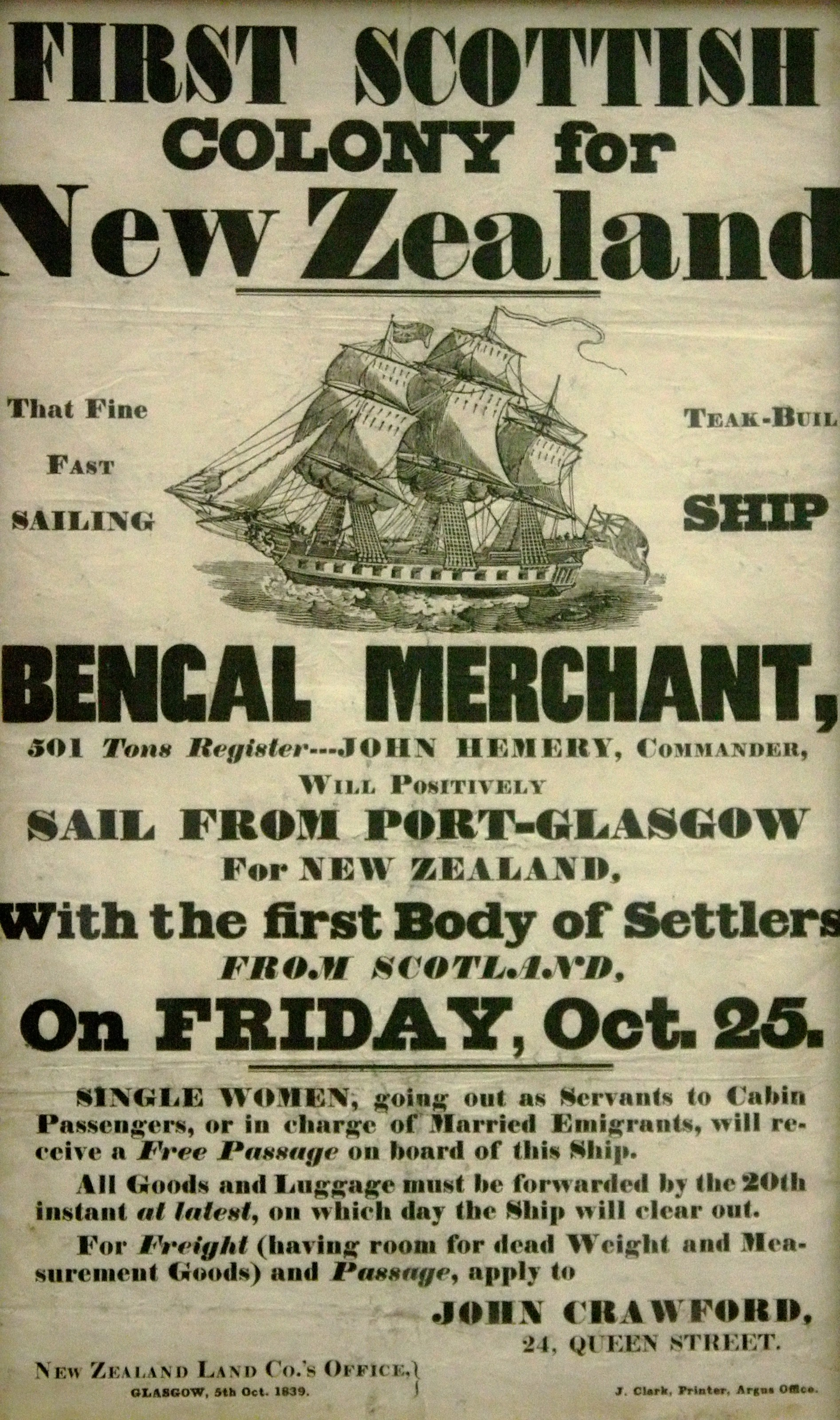
Primera colonia escocesa en Nueva Zelanda. Póster de 1839 promoviendo la inmigración escocesa hacia el país.

### Tratado de Waitangi
Debido a la naturaleza sin ley del asentamiento europeo y del creciente interés francés por el territorio, en 1832 el gobierno británico envió a James Busby como representante británico hacia Nueva Zelanda. Busby no pudo llevar la ley y el orden a la colonia europea, pero sí pudo supervisar la introducción de la primera bandera nacional el 20 de marzo de 1834. En octubre de 1835, tras un anuncio por el que impedían la soberanía francesa, la efímera nación de las Tribus Unidas de Nueva Zelanda envió la Declaración de independencia de Nueva Zelanda al rey Guillermo IV del Reino Unido, pidiéndole protección.
Los continuos disturbios y la acción legal de la Declaración de independencia, llevaron a que la Oficina Colonial enviara al capitán William Hobson a Nueva Zelanda para reclamar la soberanía de la Corona británica y negociar un tratado con los maoríes. El Tratado de Waitangi se firmó en la bahía de Islas el 6 de febrero de 1840. Aunque la redacción se hizo apresuradamente, y la confusión y los desacuerdos aún rodean su traducción, el tratado es generalmente reconocido como uno de los documentos fundadores del país y es considerado por los maoríes como una garantía de sus derechos. En respuesta al intento de la Compañía de Nueva Zelanda por establecer un asentamiento independiente en Wellington y la «compra» de tierra en Akaroa por parte de colonos franceses, Hobson declaró la soberanía británica sobre la totalidad del territorio neozelandés el 21 de mayo de 1840, pese a que todavía circulaban algunas copias del Tratado. Con la firma del Tratado y la declaración de soberanía, el número de inmigrantes, especialmente los que provenían del Reino Unido, comenzó a aumentar.

### Primeros gobiernos

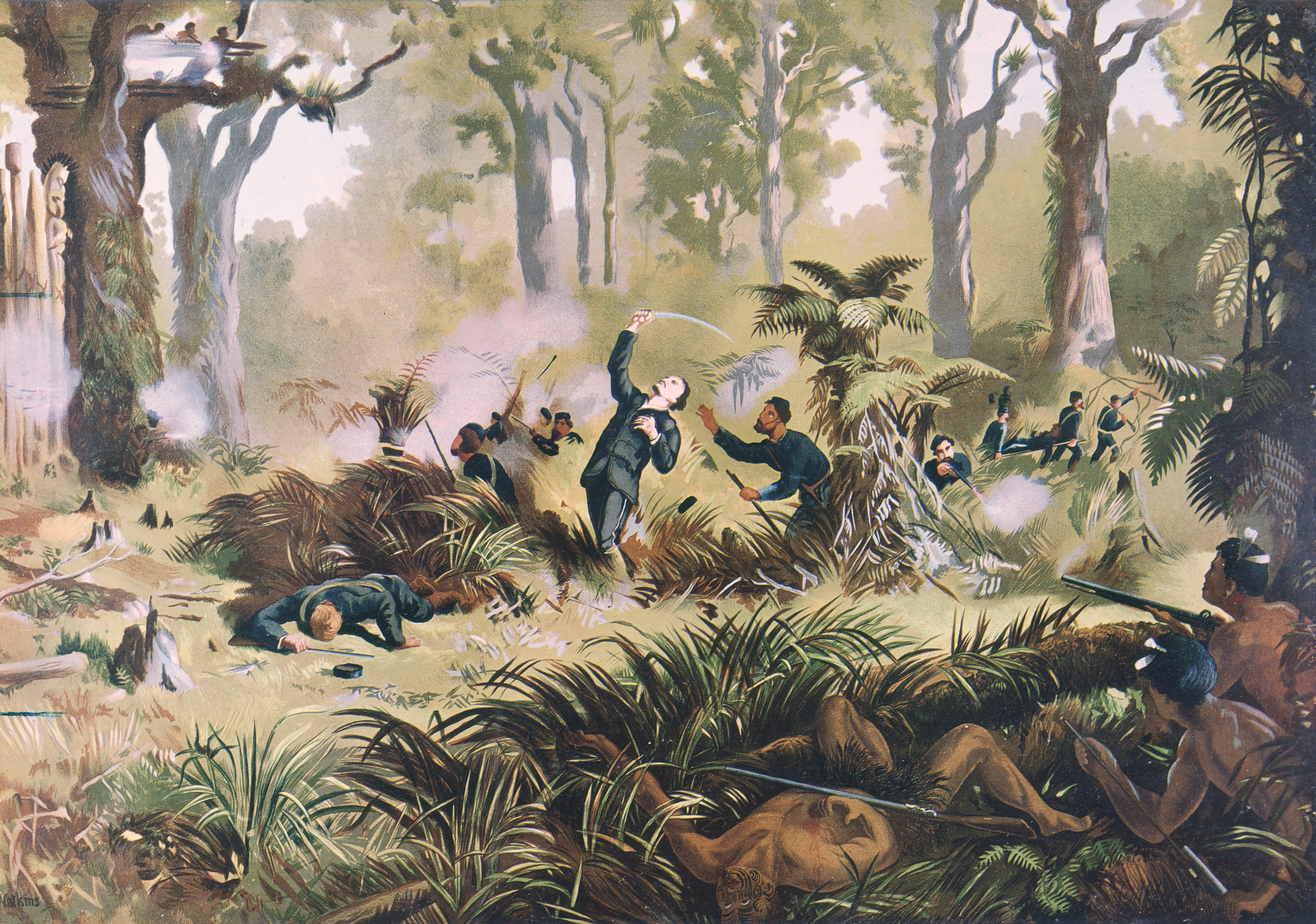
Muerte de Gustavus von Tempsky durante las Guerras de Nueva Zelanda.

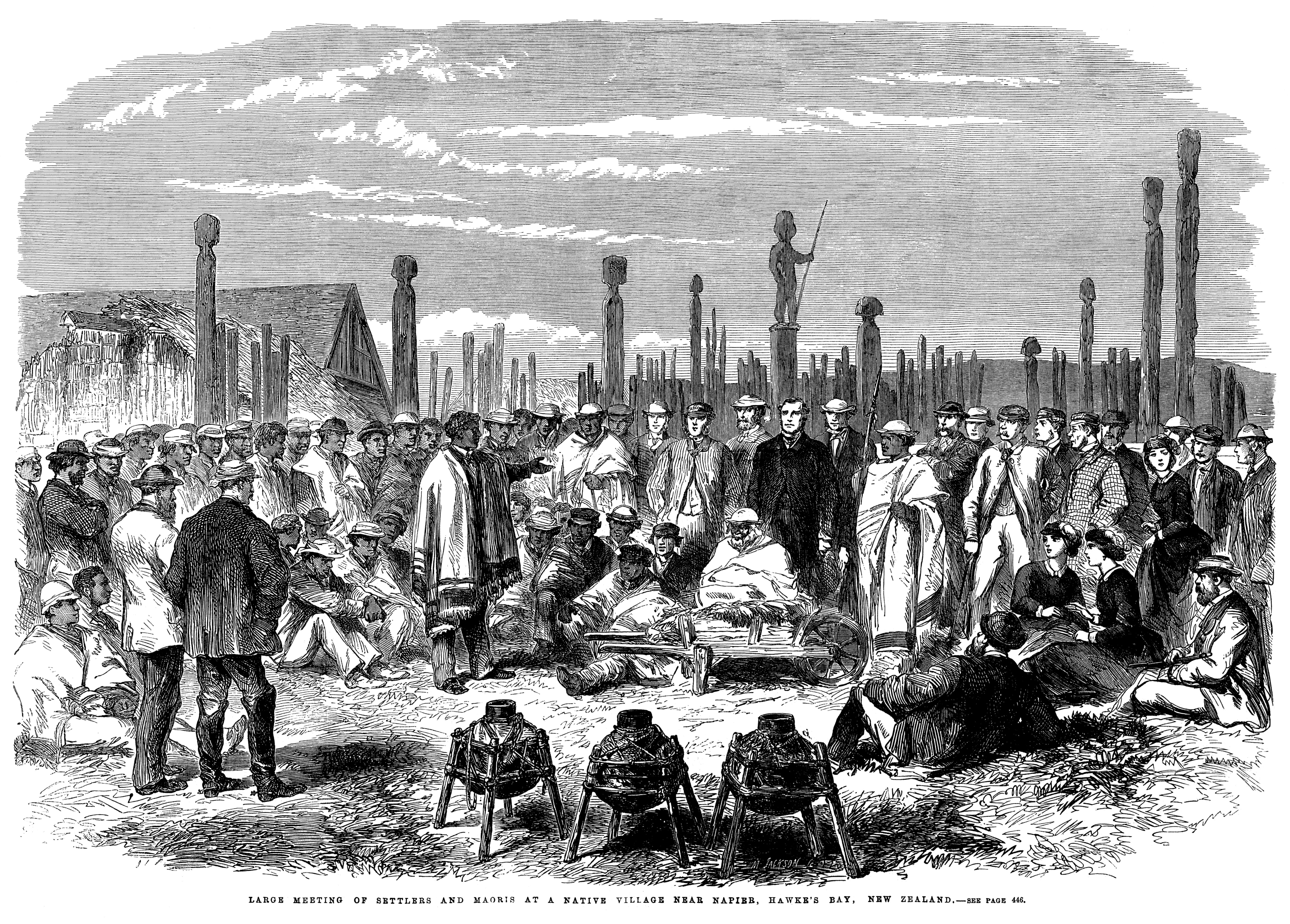
Una reunión de habitantes europeos y maoríes de la Hawke's Bay Province. Grabado, 1863.

Bajo el mandato británico, Nueva Zelanda fue originalmente parte de la colonia de Nueva Gales del Sur, pero en 1841 se convirtió en una colonia aparte. En 1840, Hobson seleccionó a Okiato como la capital, pero un año después tuvo que trasladar la sede del gobierno a Auckland. En un principio, los maoríes se encontraban deseosos de comerciar con los colonos y muchos iwi se hicieron ricos. En las décadas de 1860 y 1870, el aumento del número de inmigrantes y de los conflictos sobre la tierra, llevaron a la Guerra de las Tierras de Nueva Zelanda, que terminó en la pérdida y la confiscación de muchas propiedades maoríes.
En 1852, se creó un gobierno representativo para la colonia, después de que el Reino Unido aprobara la Ley Constitucional de Nueva Zelanda de 1852. En 1854, el primer parlamento de Nueva Zelanda se reunió, y para 1856 la colonia se volvió efectivamente autónoma con la creación de un gobierno responsable de todos los asuntos nacionales distintos a la legislación local. El control sobre la política nativa pasó al gobierno colonial hasta mediados de la década de 1860.
En 1863, Alfred Domett realizó una propuesta para trasladar la capital a una localidad en el estrecho de Cook, al parecer debido al temor de que la Isla Sur pudiera formar una colonia separada. Varios comisionados de Australia (elegidos por su condición de país neutral) opinaron que Wellington era la ciudad adecuada debido a su puerto y su ubicación central, y en 1865, el parlamento se reunió oficialmente por primera vez en aquella localidad. En 1893, el país se convirtió en la primera nación del mundo en conceder a todas las mujeres el derecho al voto.

### SiglosXXyXXI

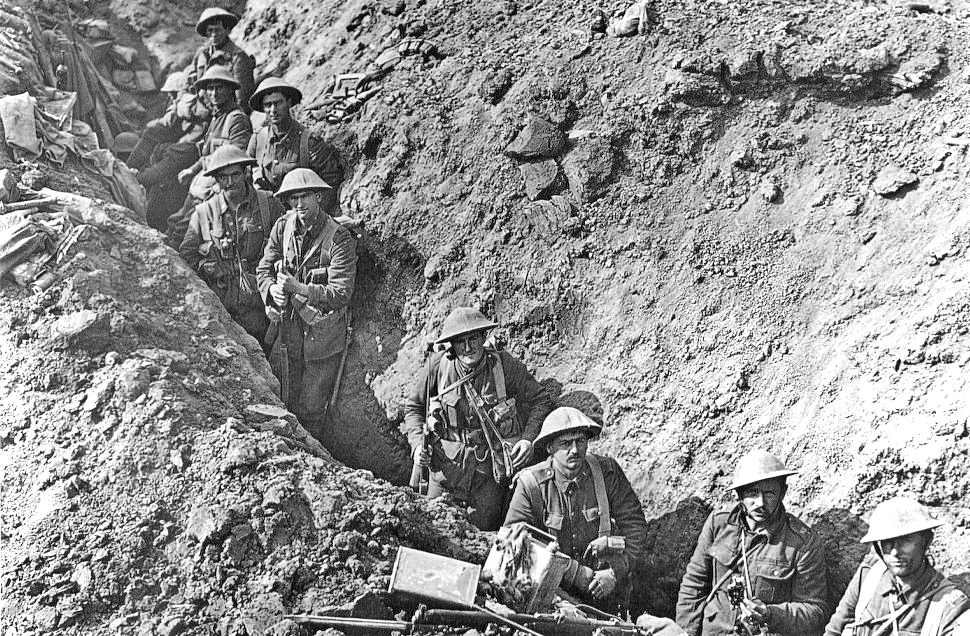
Soldados neozelandeses del ANZAC, Infantería del 2° batallón, Regimiento de Auckland en la Batalla del Somme, septiembre de 1916.

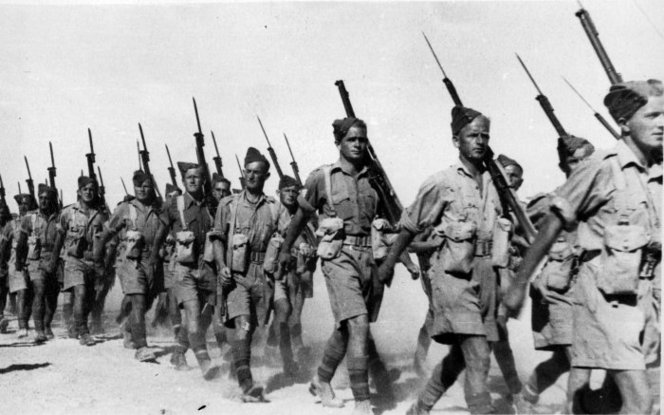
Soldados neozelandeses desfilando en Egipto, durante la Segunda Guerra Mundial. Además de luchar en el Frente del Sudoeste del Pacífico también combatieron en la Campaña en África del Norte y la Campaña europea.

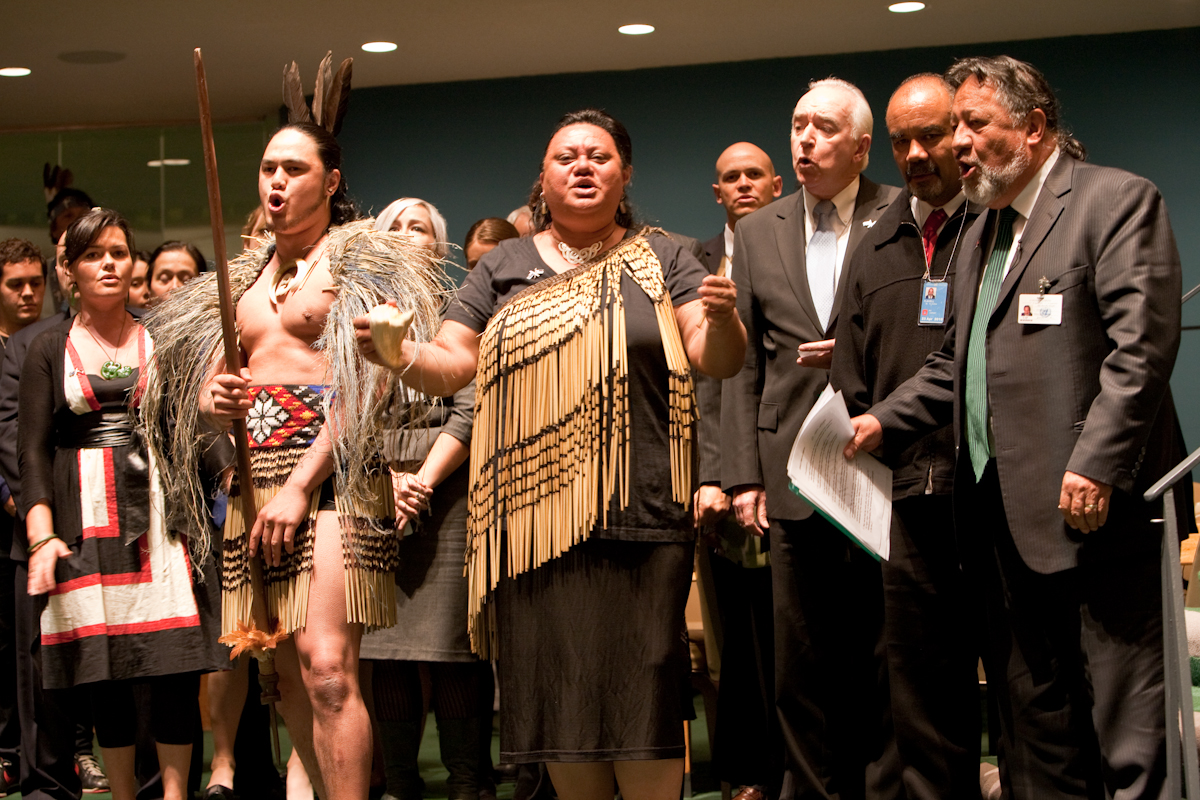
Representantes del pueblo maorí en el Foro de Asuntos de los Pueblos Indígenas de la ONU.

En 1907, Nueva Zelanda se declaró un dominio dentro del Imperio británico, y en 1947, adoptó el Estatuto de Westminster, que la convirtió en un miembro de la Mancomunidad de Naciones, a pesar de que en la práctica, el Reino Unido había dejado de desempeñar un papel importante en el gobierno de Nueva Zelanda desde hacía tiempo. A medida que el país se volvió políticamente más independiente, crecía su dependencia económica; en la década de 1890, el envío refrigerado permitió la exportación de carne y productos lácteos hacia Reino Unido, un comercio que sirvió de base para el crecimiento económico neozelandés.
Cuando fue miembro del Imperio británico, los soldados de Nueva Zelanda combatieron a su lado en la Guerra de los Bóeres, la Primera y la Segunda Guerra Mundial. El país sigue en gran parte las tendencias de la economía mundial y sufrió como otros en la Gran Depresión de la década de 1930. La crisis económica condujo a la elección de un gobierno liderado por el Partido Laborista, que estableció un amplio estado de bienestar y una economía proteccionista.
De esta forma, la economía experimentó una creciente prosperidad tras la Segunda Guerra Mundial. Sin embargo, se estaban desarrollando algunos problemas sociales, sobresaliendo el hecho de que los maoríes comenzaron a dejar su típica vida rural para trasladarse a las ciudades en busca de trabajo. Se desarrolló un movimiento de protesta maorí, que criticó el eurocentrismo y trabajó para un mayor reconocimiento de la cultura maorí y el Tratado de Waitangi, que según sentían, no había sido cumplido totalmente. En 1975, se creó un tribunal Waitangi para investigar denuncias de violaciones del Tratado, y en 1985 aún seguía activo para investigar varios agravios históricos. Al igual que en otros países desarrollados, la evolución social se aceleró en la década de 1970 y las costumbres sociales y políticas cambiaron.
El acceso del Reino Unido a la Comunidad Económica Europea en 1973, redujo drásticamente las exportaciones de Nueva Zelanda al que alguna vez fue su mayor mercado. Esto y la crisis del petróleo de 1973 trajeron consigo importantes cambios económicos y sociales durante la década de 1980, todo esto bajo el cuarto mandato del gobierno laborista, encabezado por el ministro de Hacienda, Roger Douglas. Este introdujo una serie de medidas para transformar la economía, comúnmente denominadas Rogernomics, las cuales comenzaron a funcionar desde 1984.
Las nuevas políticas económicas llevaron a la liberalización de la economía de Nueva Zelanda, lo cual evitó una crisis económica y llevó al país a mantener relaciones diplomáticas con más estados, destacando Australia y Estados Unidos, además de participar en varios conflictos armados alrededor del mundo. Para principios del siglo XXI, se mantiene como uno de los países con mejor calidad de vida, según la ONU; aunque la inmigración, la desigualdad social y otros fenómenos como la fuga de cerebros, son algunos de los problemas que aún prevalecen en el país.

## Gobierno y política

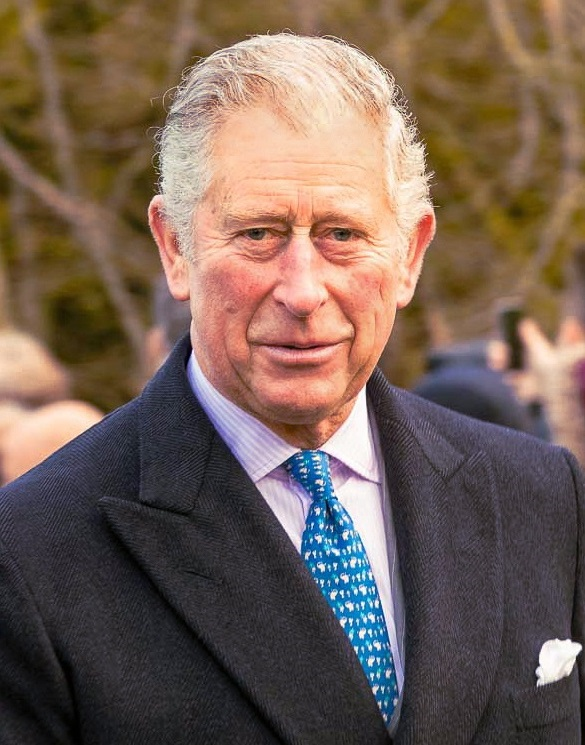
Carlos III, rey de Nueva Zelanda.

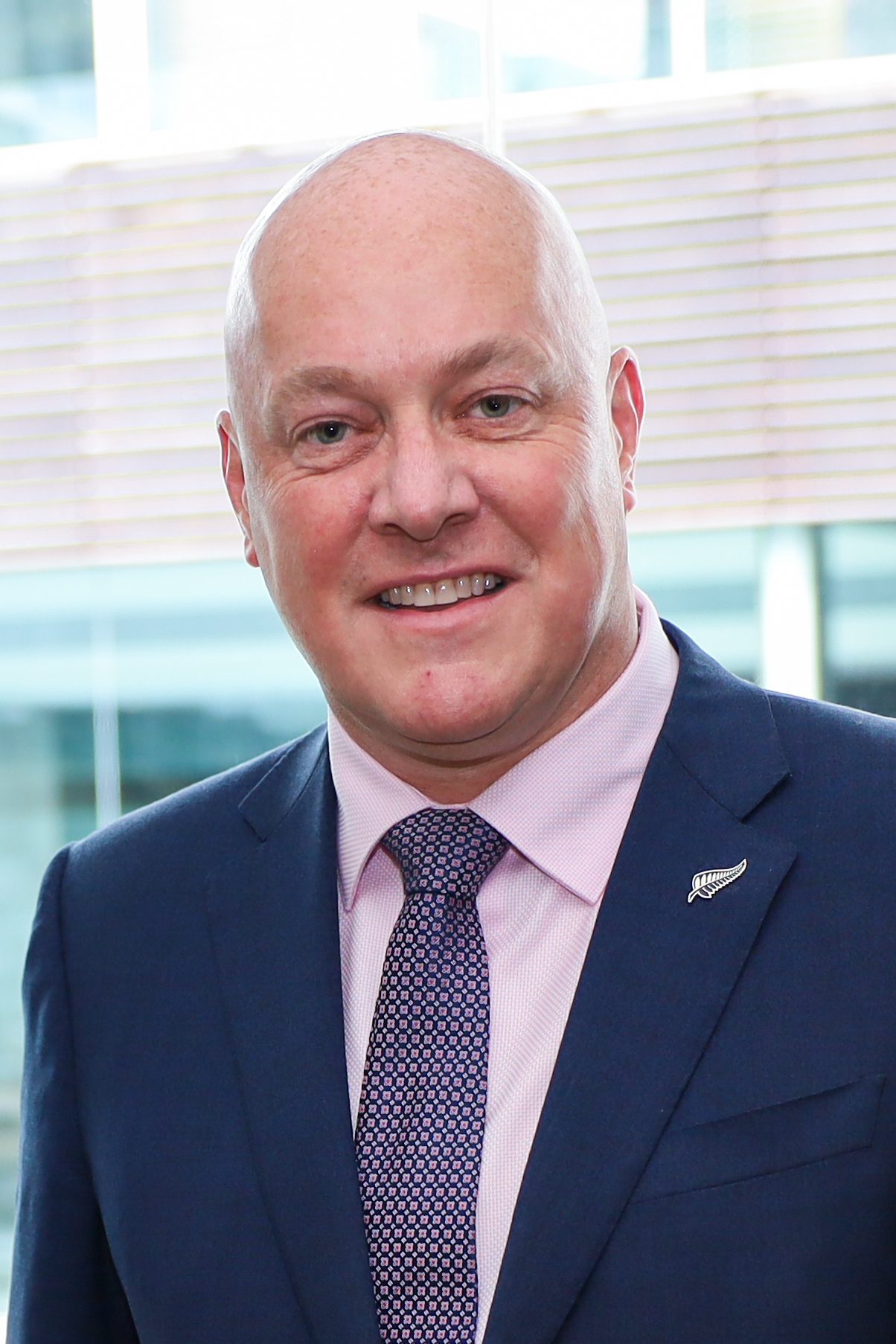
Christopher Luxon, primer ministro.

Nueva Zelanda es una monarquía constitucional y una democracia parlamentaria. El rey Carlos III es el actual jefe de Estado y tiene el título de rey de Nueva Zelanda, en virtud de la ley de títulos reales de 1974. Las funciones y poderes del rey están limitados por la constitución. A pesar de que Nueva Zelanda carece de una constitución escrita, la Ley Constitucional de 1986 es la principal declaración formal de la estructura «constitucional» de Nueva Zelanda. El monarca es representado por el gobernador general, quien es nombrado por él con el asesoramiento exclusivo del primer ministro. La actual gobernadora general es Cindy Kiro.
El gobernador general puede ejercer poderes de prerrogativa real (por ejemplo, la revisión de casos de «injusticia» y hacer nombramientos de ministros para el gabinete, embajadores y otros funcionarios públicos claves) y en raras ocasiones, los poderes de la reserva (el poder para destituir a un primer ministro, disolver el parlamento o rechazar el consentimiento real de un proyecto de ley). El gobernador general también preside, pero sin ser miembro, al Consejo Ejecutivo, una comisión oficial integrada por todos los ministros de la Corona que aconsejan al gobernador general. El rey y el gobernador general normalmente no pueden ejercer ningún poder sin el asesoramiento del gabinete, excepto en circunstancias donde no hay ningún gabinete o el gabinete ha perdido la confianza del parlamento.
El parlamento de Nueva Zelanda es el representante del poder legislativo y está conformado por el soberano (representado por el gobernador general) y la Cámara de Representantes. Desde 1950, el parlamento consta de una sola cámara; anteriormente también existía una Cámara Alta, conocida como el Consejo Legislativo. La supremacía de la Cámara de Representantes sobre el soberano fue establecida en Inglaterra por la Carta de derechos de 1689, la cual fue ratificada como ley en Nueva Zelanda. La Cámara de Representantes es elegida democráticamente y de esta se forma un gobierno del partido o coalición que posee la mayoría de los escaños. Si no hay ninguna mayoría se puede formar un gobierno de minoría si se obtiene el apoyo de otros partidos mediante votos de confianza. El gobernador general nombra a los ministros de la Corona con el asesoramiento del primer ministro que es, por convención, el líder del partido o coalición gobernante, es decir, con la mayoría en el parlamento. El gabinete, encabezado por el primer ministro, es el máximo órgano de formulación de políticas y consiste en la mayoría de los ministros de la Corona.
Casi todas las elecciones parlamentarias generales entre 1853 y 1996 se celebraron por sufragio directo. La única elección sin voto directo fue la de 1908, cuando se utilizó un sistema con segunda vuelta. Desde 1930, las elecciones han estado dominadas por dos partidos políticos, el Partido Nacional y el Partido Laborista. Las críticas al sistema de sufragio directo comenzaron en la década de 1950 y se intensificaron después de que el Partido Laborista perdió las elecciones de 1978 y 1981, a pesar de tener más votos que el Partido Nacional. En 1992, se celebró un referéndum consultivo para cambiar el sistema de votación, lo que condujo a un referéndum vinculante durante las elecciones de 1993. Se eligió una forma de representación proporcional, llamada representación proporcional mixta, la cual continúa hasta la fecha. Bajo este sistema, cada persona tiene derecho a dos votos, uno decide los 65 asientos electorales (incluyendo siete reservados para los maoríes) a través de sufragio directo, y el otro es para elegir un partido político. Los restantes 55 asientos son asignados para que la representación en el parlamento refleje los resultados del segundo voto. Un partido tiene que obtener el 5 % de los votos totales para ser elegible a ocupar uno de los 120 escaños del parlamento.

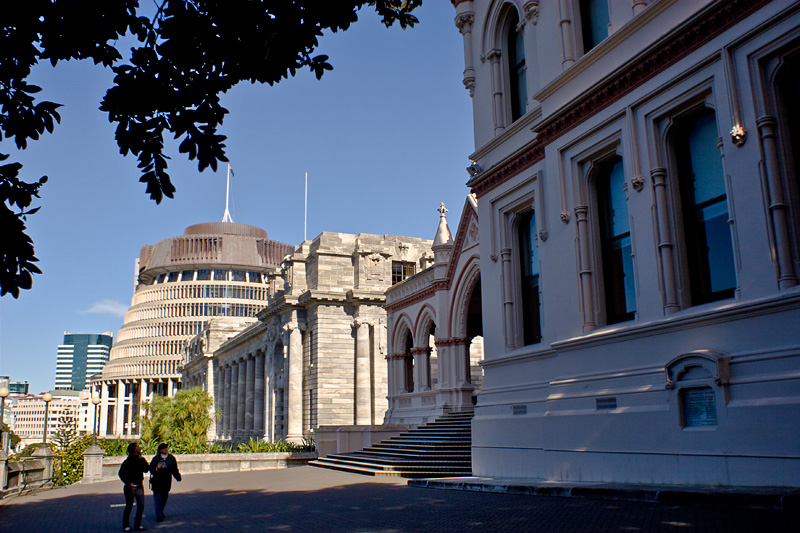
El Beehive y otros edificios del Parlamento, en Wellington.

Una vez que Nueva Zelanda se convirtió en una colonia de la corona, ya no estaba bajo la jurisdicción de la Corte Suprema de Nueva Gales del Sur, cuya autoridad en el país terminó el 22 de diciembre de 1841. El primer juez del poder judicial neozelandés fue designado tres semanas más tarde. El poder judicial está conformado por los jueces y funcionarios judiciales que son nombrados bajo normas estrictas en cuanto a su ejercicio y no políticamente, con el fin de mantener la independencia constitucional del gobierno. Esto teóricamente permite interpretar la ley basándose en las políticas aprobadas por el parlamento sin otras influencias sobre su decisión. Hasta 2004, el Consejo Privado del Reino Unido en Londres, era la corte final de apelación, pero fue abolida y reemplazada por la Corte Suprema de Nueva Zelanda, que es ahora la corte más alta en el país. El poder judicial incluye también el Tribunal de apelación, el Tribunal superior y los tribunales inferiores. El jefe de la judicatura es el presidente del Tribunal Supremo, actualmente ocupado por Sian Elias. Entre marzo de 2005 y agosto de 2006, 112 años después de que se convirtió en el primer país en otorgar a la mujer el derecho a voto, Nueva Zelanda fue el único país del mundo en el que todos los cargos más altos del Estado fueron ocupados simultáneamente por mujeres: Isabel II (reina), Silvia Cartwright (gobernadora general), Helen Clark (primera ministra), Margaret Wilson (presidenta de la Cámara de Representantes) y Sian Elias (presidenta del Tribunal Supremo).

### Relaciones exteriores

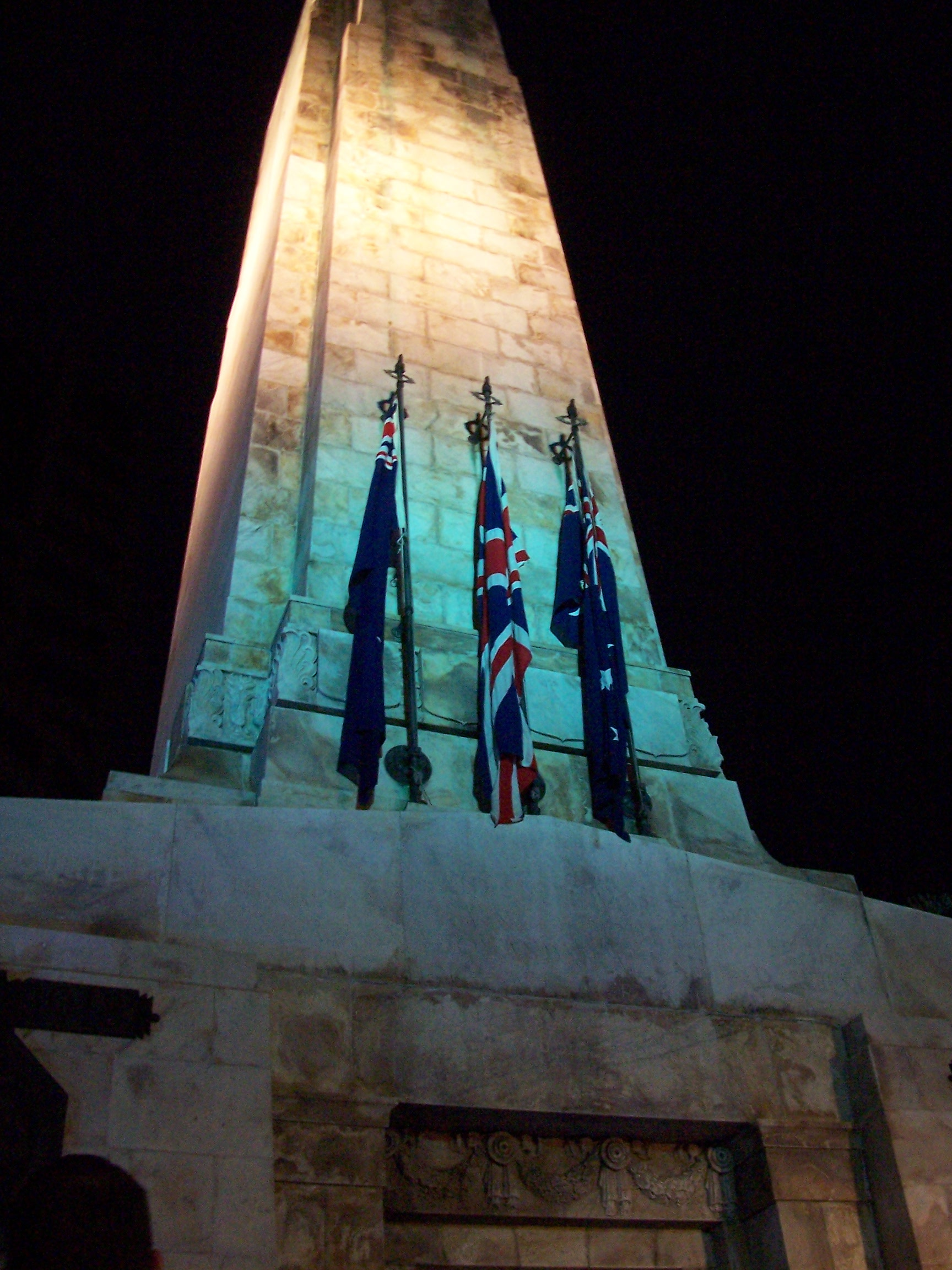
Día del ANZAC en Wellington. De derecha a izquierda, las banderas de Nueva Zelanda, Reino Unido y Australia.

Durante la época colonial se le permitió al gobierno británico determinar las políticas de comercio exterior y otros asuntos de política exterior. En las Conferencias Imperiales de 1923 y 1926, se le otorgó a Nueva Zelanda la libertad para negociar sus propios tratados internacionales, siendo el primero de ellos con Japón en 1928. A pesar de esta independencia, Nueva Zelanda siguió rápidamente al Reino Unido en declararle la guerra a Alemania el 3 de septiembre de 1939. En esta declaración, el primer ministro Michael Savage proclamó, «donde ella va, vamos; donde ella se encuentra, estamos.»
Los neozelandeses lucharon y murieron en las dos guerras mundiales, con notables actuaciones en las batallas de Galípoli, Creta, El Alamein y Montecassino. En Galípoli, 2721 neozelandeses perdieron la vida en más de nueve meses de lucha. La campaña tuvo un papel importante en el fomento de una identidad nacional y fortaleció la tradición de ANZAC entre Nueva Zelanda y Australia. El ejército neozelandés también jugó un papel clave en la batalla del Río de la Plata y en la batalla de Inglaterra. Durante la guerra del Pacífico de la Segunda Guerra Mundial, los Estados Unidos tenían más de 400 000 militares estacionados en Nueva Zelanda.
En 1951, Nueva Zelanda se unió a Australia y los Estados Unidos en el Tratado de Seguridad ANZUS, y más tarde luchó junto al ejército estadounidense en las guerras de Corea y Vietnam. Por el contrario, el Reino Unido se centró cada vez más en sus intereses europeos después de la Crisis de Suez, y Nueva Zelanda se vio obligada a expandirse hacia nuevos mercados, después de que el Reino Unido se unió a la Comunidad Económica Europea en 1973. Sin embargo, también la influencia de los Estados Unidos en el país se debilitó, después de las protestas durante la guerra de Vietnam, el fracaso de los Estados Unidos para amonestar a Francia después del hundimiento del Rainbow Warrior, los desacuerdos sobre las políticas ambientales y el comercio agrícola y la adopción de una política antinuclear.
En febrero de 1985, el país negó la entrada del U.S. Buchanan a sus aguas, debido a la implementación de una nueva política en contra de la energía nuclear y la prohibición del acceso a sus puertos a buques con armas nucleares. En respuesta, Estados Unidos anunció que suspendería sus obligaciones contractuales a menos que se restaurara el acceso a los puertos. Sin embargo, Nueva Zelanda fortaleció su postura antinuclear aprobando el Acta de la Zona Libre de Energía Nuclear de Nueva Zelanda, Desarme y Control de Armas de 1987, siendo el primer Estado occidental en promulgar este tipo de ley. En 2010, ambos países comenzaron una nueva asociación estratégica con la firma de la Declaración de Wellington. De acuerdo con el primer ministro, la declaración no fue un regreso a un tratado de seguridad como el ANZUS, a pesar de informes de un aumento en la cooperación militar desde 2007.

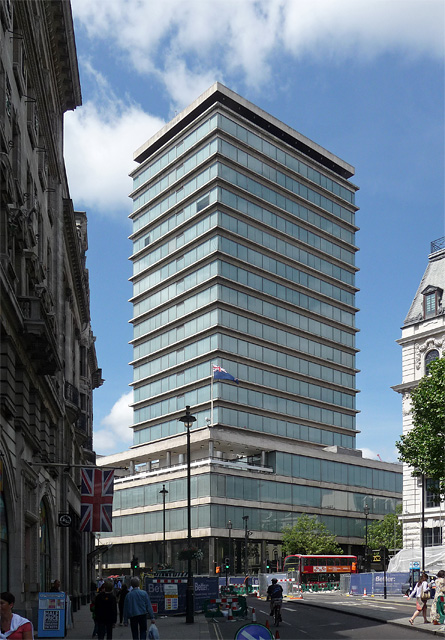
Casa de Nueva Zelanda, la Alta Comisión de Nueva Zelanda en Londres.

Nueva Zelanda trabaja estrechamente con Australia, cuya política exterior ha seguido una tendencia histórica similar. Estos lazos se deben a su proximidad geográfica, al relativo aislamiento del resto del mundo y a las fuertes similitudes culturales. La campaña de Galípoli consolidó esta relación, creando el llamado «espíritu ANZAC». Los dos mantienen un estrecho contacto político y el tratado comercial de Relaciones Económicas más Estrechas permite el libre comercio entre ambos. El Acuerdo de Viaje de Trans-Tasman de 1973, proporciona a los ciudadanos la libertad de visitar, vivir y trabajar en ambos países sin restricciones. Actualmente más de 500 000 neozelandeses viven en Australia, mientras que 65 000 australianos viven en Nueva Zelanda. A pesar de que Estados Unidos ya no reconoce sus obligaciones en la ANZUS, el tratado aún está en vigor entre Australia y Nueva Zelanda. En 2009, había planes para crear «vuelos nacionales» entre Nueva Zelanda y Australia, pero se han suspendido desde el cambio de poder en el gobierno de Australia.

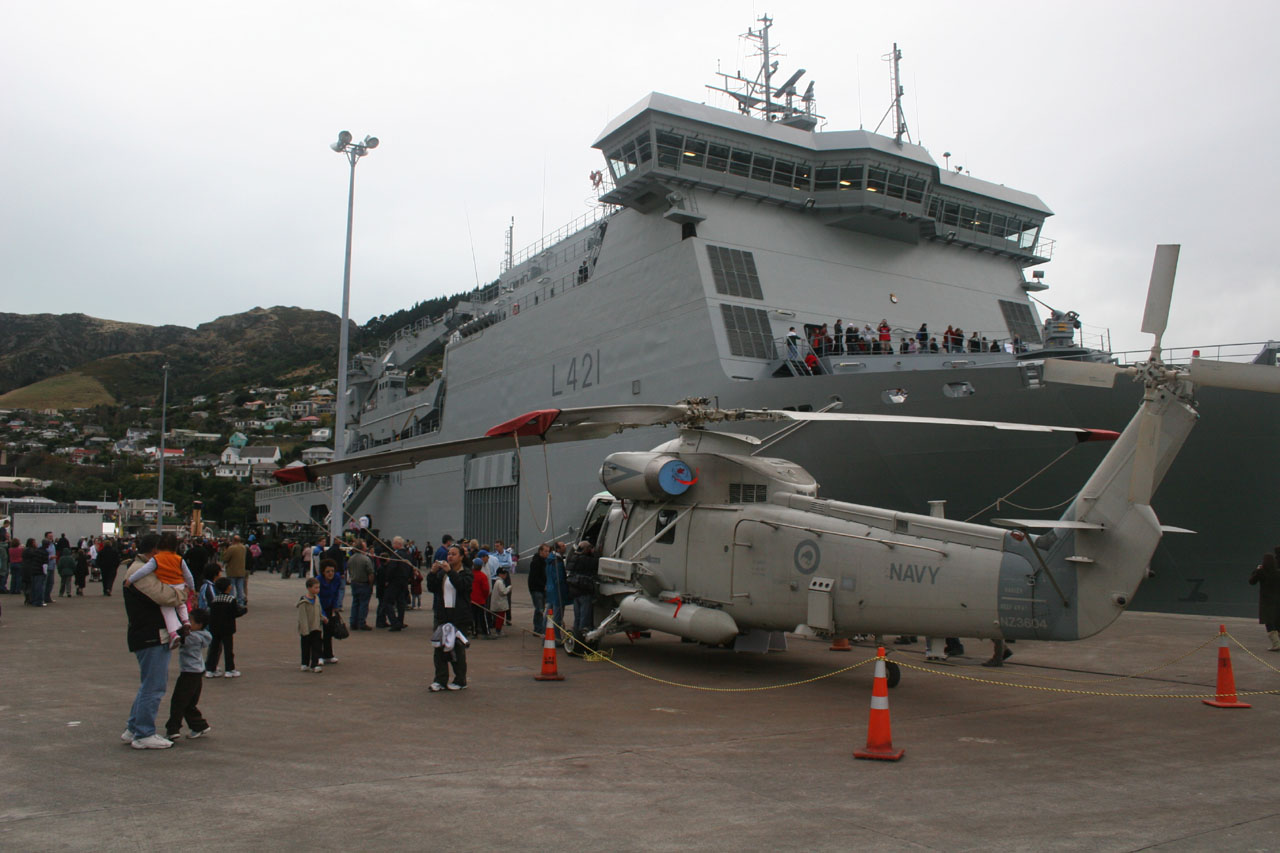
HMNZS Canterbury de la Armada Real de Nueva Zelanda.

Nueva Zelanda tiene una fuerte presencia entre los países insulares del Pacífico. Gran parte de la ayuda internacional de Nueva Zelanda va hacia las islas, por lo que muchos de sus habitantes emigran a Nueva Zelanda en busca de empleo. La nación participa en el Foro de las Islas del Pacífico, el Foro de Cooperación Económica Asia-Pacífico y el Foro Regional de la Asociación de Naciones del Sureste Asiático (incluyendo la Cumbre de Asia Oriental). Nueva Zelanda también es miembro de la Organización de las Naciones Unidas, la Mancomunidad de Naciones, la Organización para la Cooperación y el Desarrollo Económico y firmó el Acuerdo de Defensa de las Cinco Potencias. Nueva Zelanda también tiene una serie de acuerdos de libre comercio, siendo uno de los más importantes con China (el primer acuerdo de libre comercio de un país desarrollado con China).

### Fuerzas armadas
Las Fuerzas de Defensa de Nueva Zelanda se componen de tres ramas: el Ejército de Nueva Zelanda, la Armada Real de Nueva Zelanda y la Real Fuerza Aérea de Nueva Zelanda. Actualmente, el gobierno considera que sus necesidades de defensa nacional son modestas, y en 2001 desmantelaron sus instalaciones de combate aéreo. Aparte de las dos guerras mundiales, las guerras de Vietnam y Corea, las fuerzas de defensa de Nueva Zelanda lucharon en la segunda guerra bóer, la Emergencia Malaya, la guerra del Golfo y la guerra de Afganistán. Además, en épocas recientes también contribuyó en otras misiones de mantenimiento de la paz, como las de Chipre, Somalia, Bosnia y Herzegovina, el Sinaí, Angola, Camboya, la frontera Irán/Irak, Bougainville, Timor Oriental y las Islas Salomón. También envió una unidad de ingenieros del ejército para ayudar a la reconstrucción de la infraestructura iraquí durante un año. Las fuerzas de Nueva Zelanda todavía están activas en Afganistán.

## Organización territorial

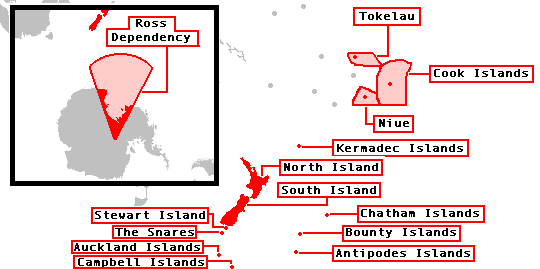
Reino de Nueva Zelanda.

Los primeros colonos europeos dividieron el territorio en provincias, que tenían cierto grado de autonomía. Estas fueron abolidas en 1876 y el gobierno fue centralizado. Muchas provincias estaban bajo presión financiera, debido a problemas sobre la propiedad de la tierra y al sistema ineficiente de recaudación de impuestos, además de que el gobierno central quería consolidar los ferrocarriles, la educación y otras políticas que habían divergido. Como resultado, Nueva Zelanda no estaba conformada por entidades subnacionales, como provincias, estados o territorios. Sin embargo, el legado de la división en provincias continúa en las rivalidades competitivas exhibidas en acontecimientos deportivos y culturales. Desde 1876, el gobierno municipal administró las distintas regiones de Nueva Zelanda.
En 1989, se descentralizó el gobierno local para darle la estructura actual de dos niveles: consejos regionales y autoridades territoriales. La Ley de Administración de Recursos de 1991 reemplazó a la Ley de Planificación del País y la Ciudad como la principal legislación de planificación para los gobiernos municipales. El papel de los consejos regionales es regular «el entorno natural con especial atención a la gestión de los recursos». Las autoridades territoriales son responsables de las aguas residuales, el agua potable, las carreteras locales, permisos de construcción y otros asuntos locales. La mayoría de sus ingresos proceden de impuestos sobre la propiedad y representan menos de un 2 % del producto interno bruto (PIB) nacional.
Los 249 municipios que existían en 1975 se reorganizaron en 73 autoridades territoriales dentro de 11 consejos regionales. Cinco de las autoridades territoriales (dos ciudades y tres distritos) son autoridades unitarias, las cuales también actúan como consejos regionales. Las autoridades territoriales constan de 16 ayuntamientos, 57 consejos de distrito y el consejo de las Islas Chatham. Si bien oficialmente el consejo de las Islas Chatham no es una autoridad unitaria, es responsable de muchas de las funciones características de este tipo de división. La región de Auckland tiene por mucho la población más grande, estimada en 1 459 700 habitantes, y desde 2001, es la región de más rápido crecimiento demográfico.
Ser parte de una monarquía hace de Nueva Zelanda un «reino», siendo uno de los 16 reinos que existen dentro de la Mancomunidad de Naciones. El Reino de Nueva Zelanda se compone de Nueva Zelanda, Tokelau, la Dependencia Ross, las Islas Cook y Niue. Las Islas Cook y Niue son estados autónomos en libre asociación con Nueva Zelanda. El parlamento de Nueva Zelanda no puede promulgar leyes efectivas para todo el reino, pero con el consentimiento de los otros países constituyentes, puede actuar en nombre de ellos en asuntos exteriores y de defensa. Tokelau es un territorio no autónomo que utiliza el himno y la bandera de Nueva Zelanda, pero es administrado por un consejo de tres ancianos (uno para cada país-atolón). Nueva Zelanda opera la Base Scott en el territorio antártico que reclama, la Dependencia Ross.
| | Consejo Regional         | Capital          | Área (km²) | Población(2) | Código ISO |  |
| --- | ------------------------ | ---------------- | ---------- | ------------ | ---------- |  |
| 1 | Northland                | Whangarei        | 13 941     | 152 700      | NZ-NTL     |  |
| 2 | Auckland                 | Auckland         | 6059       | 1 371 000    | NZ-AUK     |  |
| 3 | Waikato                  | Hamilton         | 25 598     | 395 100      | NZ-WKO     |  |
| 4 | Bay of Plenty            | Tauranga         | 12 447     | 265 300      | NZ-BOP     |  |
| 5 | Gisborne (East Cape) (1) | Gisborne         | 8351       | 46 000       | NZ-GIS     |  |
| 6 | Hawke's Bay              | Napier           | 14 164     | 152 100      | NZ-HKB     |  |
| 7 | Taranaki                 | Nueva Plymouth   | 7273       | 107 300      | NZ-TKI     |  |
| 8 | Manawatu-Wanganui        | Palmerston North | 22 215     | 229 400      | NZ-MWT     |  |
| 9 | Wellington               | Wellington       | 8124       | 466 300      | NZ-WGN     |  |
| 10 | Tasman (1)               | Richmond         | 9786       | 45 800       | NZ-TAS     |  |
| 11 | Nelson (1)               | Nelson           | 445        | 44.300       | NZ-NSN     |  |
| 12 | Marlborough (1)          | Blenheim         | 12 484     | 43 600       | NZ-MBH     |  |
| 13 | West Coast               | Greymouth        | 23 000     | 32 100       | NZ-WTC     |  |
| 14 | Canterbury               | Christchurch     | 45 845     | 540 000      | NZ-CAN     |  |
| 15 | Otago                    | Dunedin          | 31 476     | 199 800      | NZ-OTA     |  |
| 16 | Southland                | Invercargill     | 30 753     | 93 200       | NZ-STL     |  |
| (1) Estas regiones son: «autoridades unitarias». (2) Población residente estimada el 30 de junio de 2006, Statistics New Zealand. |                          |                  |            |              |            |  |

## Geografía

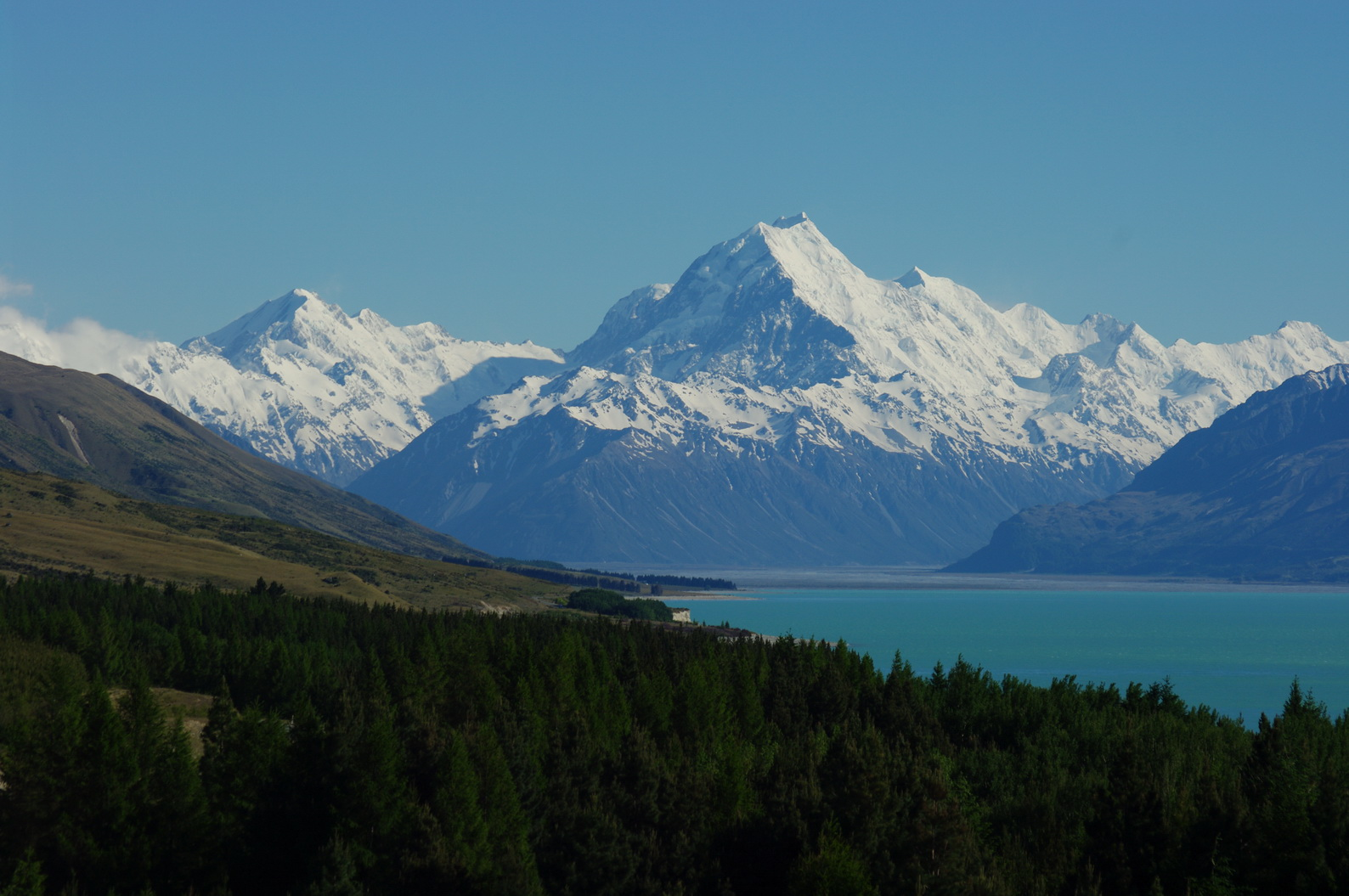
El Monte Cook es la montaña más alta de Nueva Zelanda.

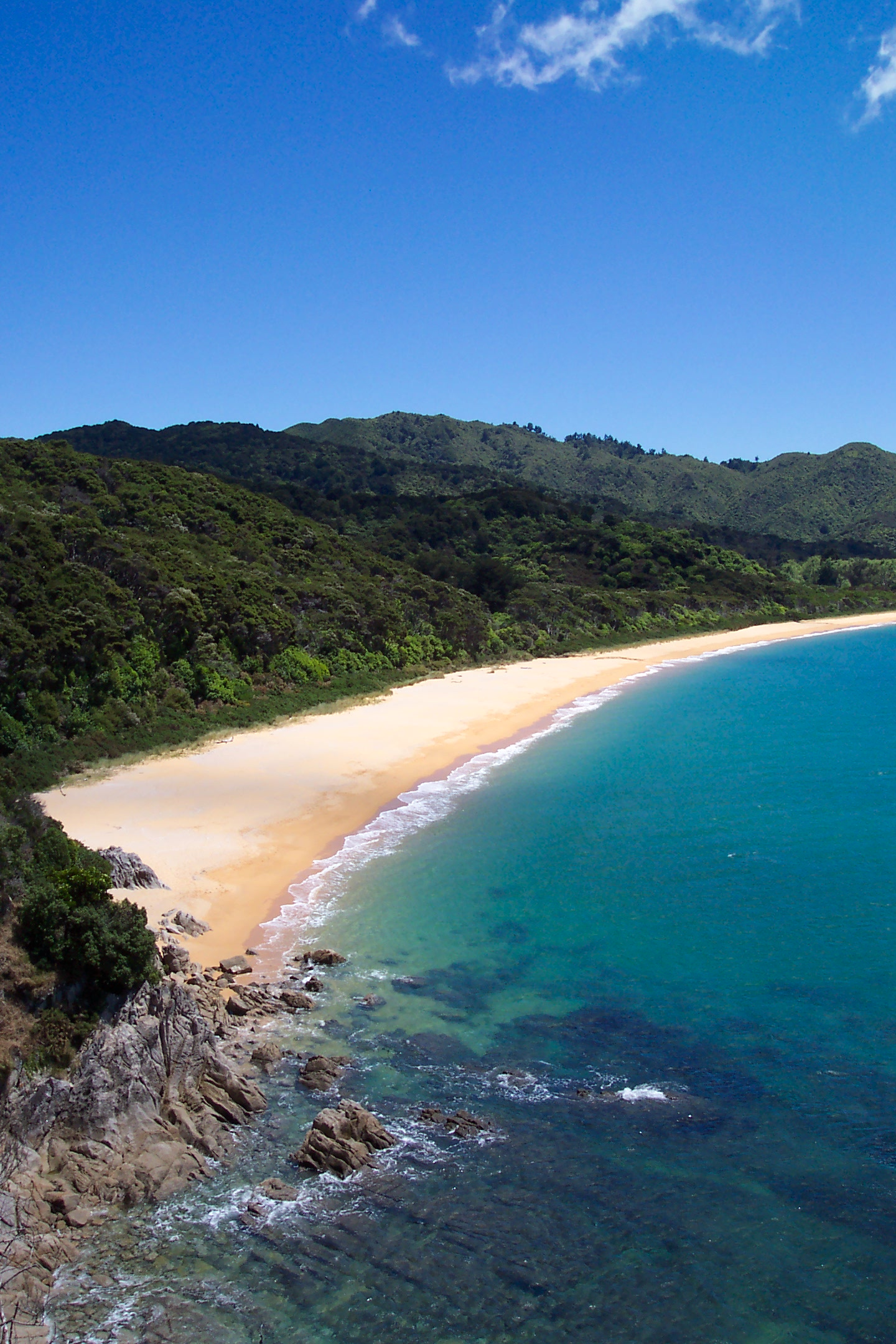
Parque nacional Abel Tasman en la Isla Sur.

Mapa de Nueva Zelanda.

Nueva Zelanda está formada por dos islas principales, las Islas Norte y Sur (Te Ika un Maui y Te wai pounamu en maorí y respectivamente), así como por un número de islas más pequeñas. Las islas se encuentran entre las latitudes 29° y 53° S y longitudes de 165° y 176° E. Las dos islas principales están separadas por el estrecho de Cook, que tiene 22 km de ancho en su punto más angosto. El área total del país asciende a 268 838 km², es un poco más pequeño que Italia o Japón y un poco más grande que el Reino Unido.
El país es largo (más de 1600 km en su eje nornoreste) y estrecho (con un ancho máximo de 400 km), con 15 134 km de línea costera. Después de las Islas Norte y Sur, las cinco islas habitadas más grandes son la Isla Stewart, las Islas Chatham (Rekohu), Isla Gran Barrera (en el golfo de Hauraki), Isla D'Urville (en el estrecho de Marlborough) y la Isla Waiheke (la más poblada de las cinco). El país cuenta con extensos recursos marinos, con la séptima zona económica exclusiva más grande en el mundo, que cubre más de 4 000 000 km², lo que se traduce en más de quince veces su superficie terrestre.
La Isla Sur es la masa de tierra más grande de Nueva Zelanda y está dividida a lo largo por los Alpes del Sur. Dentro de esta cordillera existen 18 picos de más de 3000 m s. n. m., el más alto de los cuales es el monte Cook, con 3754 m s. n. m. Las partes más altas de la Isla Sur están cubiertas por bosques, protegidos por varios parques nacionales como los de Abel Tasman y Kahurangi. Fiordland, en la esquina suroeste de la Isla Sur, es un área de altas montañas cortadas por fiordos empinados. La Isla Norte es menos montañosa, pero está marcada por el vulcanismo. La zona volcánica de Taupo, una gran meseta volcánica, sigue siendo muy activa. La montaña más alta de la Isla Norte, el monte Ruapehu (2797 m s. n. m.), y el lago más grande del país, el lago Taupo, se encuentran en esta meseta. El norte de la isla es un área más plana, que antes de la llegada de los europeos estaba cubierta por árboles kauri.
El país debe su variada topografía, y tal vez su aparición por encima de las olas, al límite dinámico que se encuentra entre las placas del Pacífico e Indoaustraliana. Nueva Zelanda es parte de Zealandia, un continente casi de la mitad del tamaño de Australia, que se sumergió gradualmente después de separarse del supercontinente Gondwana. Hace aproximadamente 25 millones de años, un cambio en los movimientos de las placas tectónicas comenzó un proceso de elevación y compresión del terreno. Ahora este proceso es más evidente en los Alpes del Sur, formados por la compresión de la corteza terrestre justo al lado de la falla alpina. En otros lugares, el límite de las placas implica la subducción de una placa debajo de la otra, creando varias fosas, como la de Puysegur, al sur, la fosa de Hikurangi, al este y las fosas de Kermadec y de Tonga más al norte.

### Clima

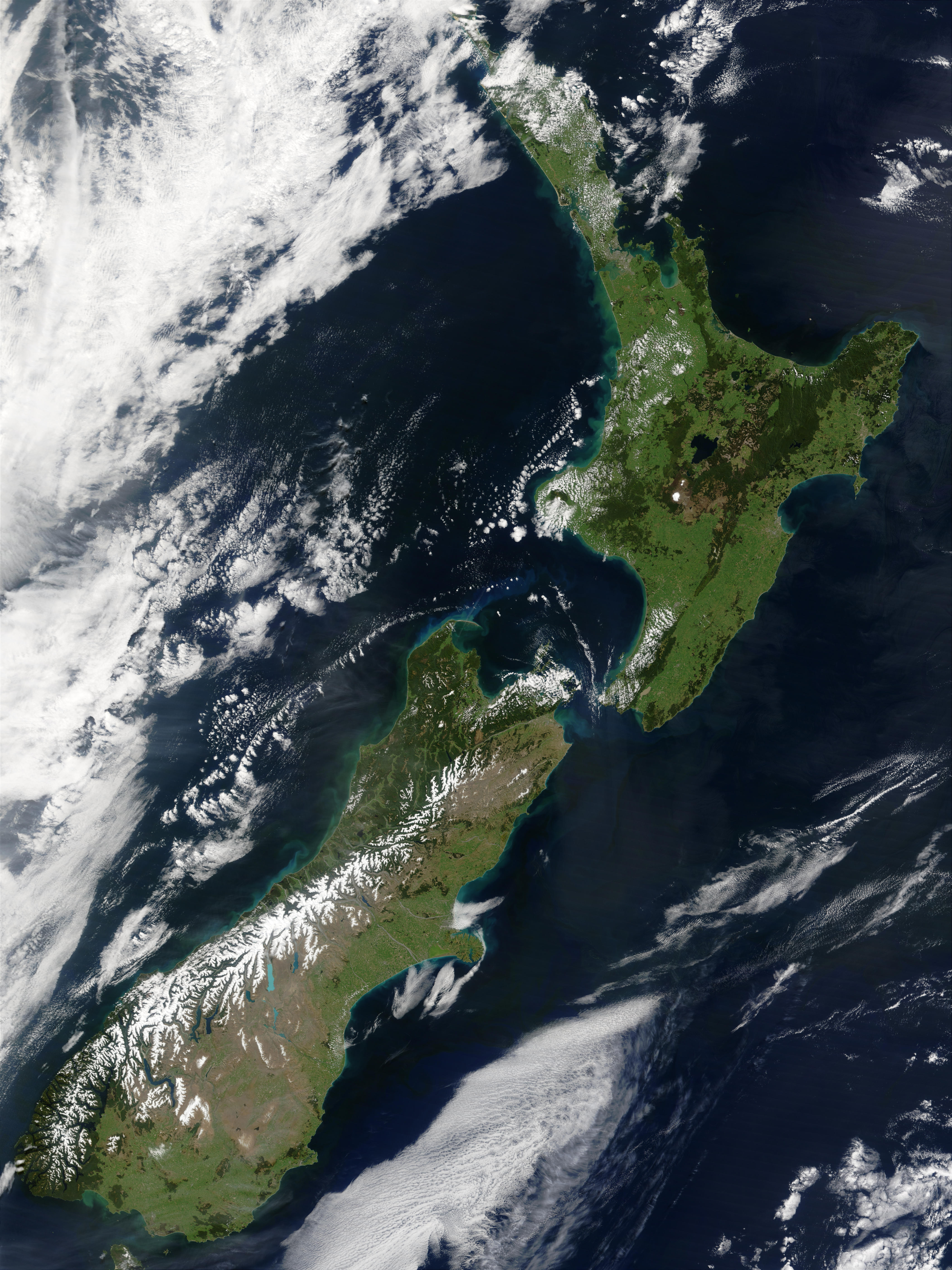
Vista satelital de Nueva Zelanda.

La latitud de Nueva Zelanda, entre los paralelos 34° y 47° S, corresponde estrechamente a la de Italia en el hemisferio norte. Sin embargo, su aislamiento de influencias continentales y la exposición a los vientos fríos del sur y las corrientes oceánicas, le dan al clima un carácter más templado. El clima en todo el país es templado, principalmente oceánico, con temperaturas anuales medias que van desde los 10 °C en el sur, hasta los 16 °C en el norte. Las temperaturas máximas y mínimas históricas son 42,4 °C en Canterbury y -21,6 °C en Ophir, Otago.
Las condiciones climáticas varían considerablemente entre las distintas regiones: de extremadamente húmedo en West Coast, a casi semiárido en el interior de Canterbury y subtropical en Northland. De las siete ciudades más importantes, Christchurch es la más seca, recibiendo en promedio solo 640 mm de lluvia por año; Auckland, la más húmeda, recibe casi el doble de esa cantidad. Auckland, Wellington y Christchurch reciben un promedio anual de 2000 horas de sol. El sur y el suroeste de la Isla Sur tienen un clima más frío, con alrededor de 1400 a 1600 horas de luz solar; el norte y el noreste de la Isla Sur son las áreas más soleadas del país y reciben aproximadamente entre 2400 y 2500 horas de sol.

### Flora y fauna
El aislamiento geográfico de 100 millones de años y la biogeografía de las islas son los responsables de la variedad única de especies vegetales y animales del país, los cuales evolucionaron de la vida silvestre de Gondwana, o bien, lograron llegar a las costas volando, nadando o arrastrados por el océano. Alrededor del 82 % de las plantas vasculares nativas Nueva Zelanda son endémicas, abarcando 1944 especies de 65 géneros de una sola familia. Los dos tipos principales de bosques son aquellos dominados por podocarpos o kauris, y en climas más frescos los más importantes son las hayas del sur. Los tipos de vegetación restantes consisten en pastos, la mayoría de los cuales son matas.

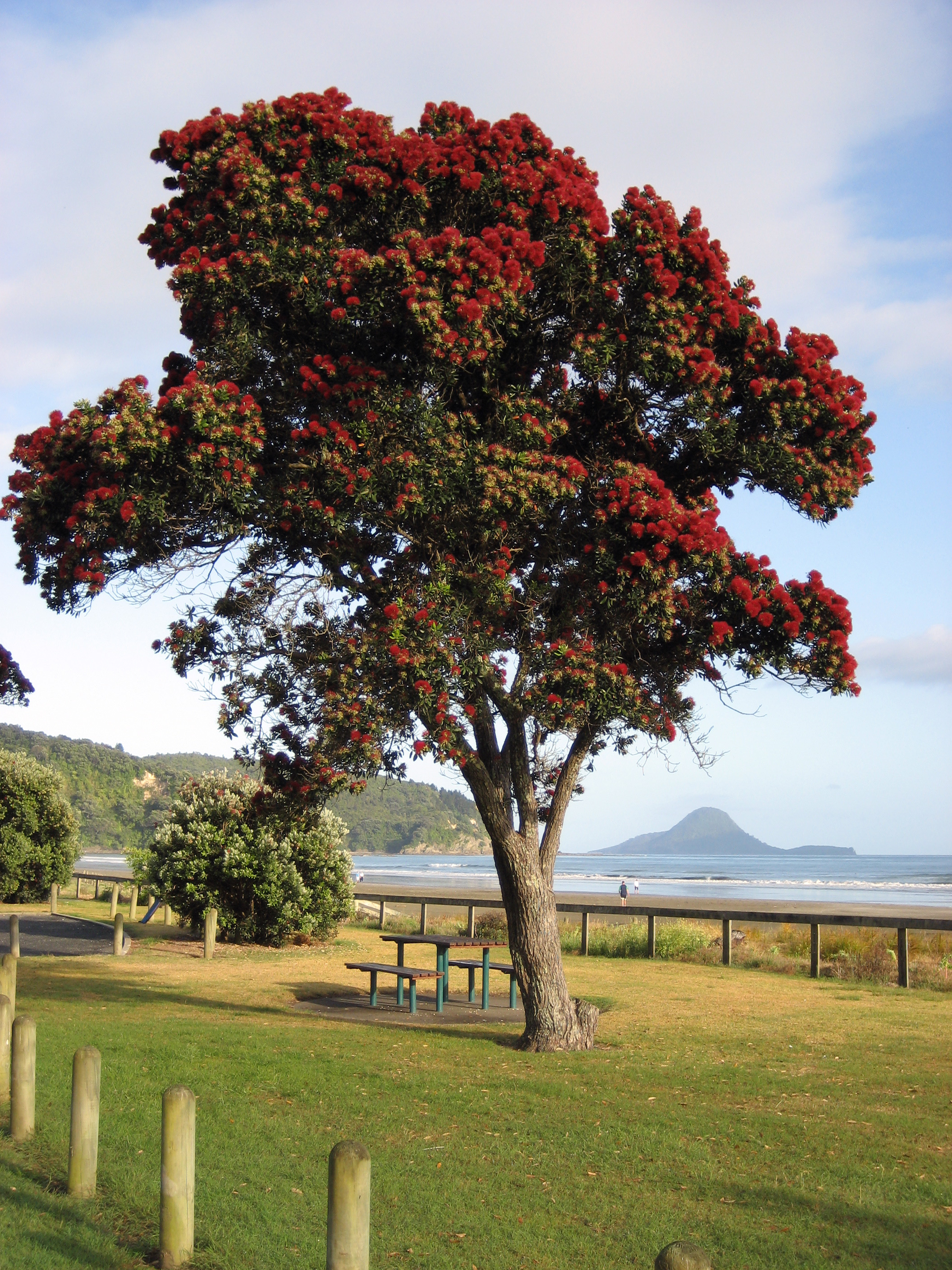
Árbol pohutukawa.

Antes de la llegada de los seres humanos, aproximadamente el 80 % de la tierra estaba cubierta por bosques, ya que solo las zonas altas, estériles y volcánicas no tenían árboles. Los bosques fueron dominados por las aves y la ausencia de predadores mamíferos causó que algunas especies como el kiwi, el kakapo y el takahe evolucionaran sin la habilidad de volar. La llegada de los seres humanos y la introducción de ratas, hurones y otros mamíferos llevaron a la extinción de varias especies de aves, incluyendo aves grandes como la moa y el águila de Haast.
Otros animales nativos incluyen a varios reptiles (escincos, geckos y el fósil viviente tuátara), ranas, arañas (katipo), insectos (como el weta) y caracoles. El único registro de mamíferos terrestres nativos de Nueva Zelanda eran tres especies de murciélagos (uno extinto), hasta 2006, cuando se descubrieron los huesos de un mamífero endémico, del tamaño de un ratón. Sin embargo, los mamíferos marinos son abundantes, ya que en las aguas del país hay ejemplares de casi la mitad de las especies de cetáceos y lobos marinos.

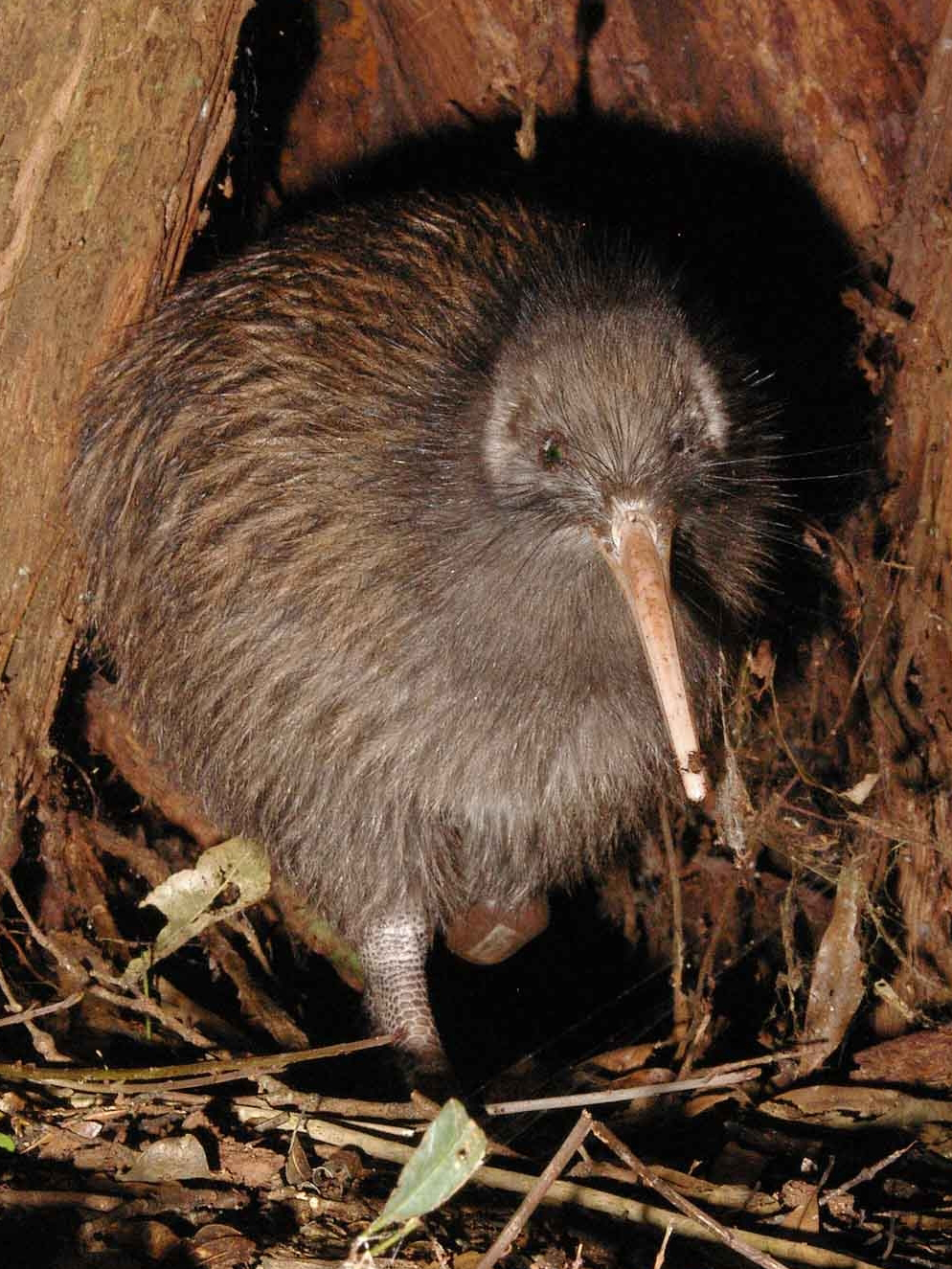
El kiwi es un animal endémico y un icono nacional.

Desde la llegada de los humanos, se estima que se han extinguido cincuenta y una especies de aves, tres de ranas, tres de lagartos, un pez de agua dulce, cuatro plantas, un murciélago y varias especies de invertebrados; muchas otras están en peligro o su hábitat se ha reducido severamente. Nueva Zelanda fue una pionera en el uso de la restauración ecológica de la isla como un medio para proteger a estas especies silvestres amenazadas, además de que cerca de 220 islas de más de 5 hectáreas fueron designadas como santuarios en 2009.
Un informe del gobierno publicado en 2019 indica que casi 4000 especies en Nueva Zelanda están amenazadas de extinción. Según la asociación ecologista Forest and Bird, estos resultados catastróficos se deben a «décadas de procrastinación y negación».

### Medio ambiente
Los patrones de las emisiones de gases de efecto invernadero son similares a los de los países escandinavos, gracias al correcto uso y aprovechamiento de la tierra y a la reforestación. La mayoría de las 11,9 millones de hectáreas de tierras agrícolas, que representan alrededor del 44 % de la superficie total del país, se limpiaron. Los primeros intentos para disminuir los efectos de la deforestación, tales como la Ley de registro de derechos de silvicultura de 1983, que creó los «derechos de silvicultura», solo tuvieron un éxito moderado. Sin embargo, crearon estándares de clase mundial en la recolección de datos y en derechos sobre la propiedad, que dieron paso a la primera enmienda a la ley de bosques de 1949, realizada en 1993, que más tarde serviría de base a la ley de respuesta de cambio climático de 2002. La reforestación fue vista como la principal herramienta para cumplir con los objetivos del Protocolo de Kioto. En consecuencia, se implementaron programas para la reducción de las emisiones provocadas por la deforestación y la degradación de los bosques y se estableció el uso de bonos de carbono para el comercio de derechos de emisión. Debido a que el gobierno fue el primero en tener acceso a los bonos de carbono, cuando comenzaron a manejarse, hubo un aumento de la deforestación. Cuando la iniciativa privada tuvo acceso al comercio de derechos de emisión, finalmente el programa comenzó a reducir los niveles de deforestación.

## Economía
Nueva Zelanda tiene una economía de mercado moderna, próspera y desarrollada, con un PIB (PPA) per cápita estimado entre 27 420 USD y 29 352 USD. El dólar de Nueva Zelanda, conocido como «dólar kiwi», es la moneda nacional. También circula en las Islas Cook (junto con el dólar de las Islas Cook), Niue, Tokelau y las Islas Pitcairn. Nueva Zelanda tiene un nivel de vida relativamente alto, comparable al del norte de Europa. Ocupó el cuarto lugar en el Índice de Libertad Económica de 2011 publicado por The Heritage Foundation. En 2010, Auckland y Wellington ocuparon los puestos 4° y 12° de la lista de ciudades con mejor calidad de vida realizada por Mercer.
Históricamente, la sólida relación de Nueva Zelanda con el Reino Unido y la gran demanda de productos agrícolas, ayudaron a la población en el logro de mejores estándares de vida que los de Australia o Europa occidental en 1950 y 1970. En 1973, el mercado de exportación de Nueva Zelanda se redujo cuando el Reino Unido se unió a la Comunidad Europea, sumados otros factores, tales como la crisis del petróleo de 1973 y la crisis energética de 1979, llevando a una severa depresión económica. Los niveles de calidad de vida en Nueva Zelanda cayeron detrás de los de Australia y Europa occidental, y en 1982, Nueva Zelanda tenía el ingreso per cápita más bajo de todas las naciones desarrolladas descritas por el Banco Mundial. Desde 1984, los gobiernos comprometidos con una reestructuración mayor en la economía (conocida primero como Rogernomics y, a continuación, Ruthanasia), rápidamente transformaron a Nueva Zelanda de una economía altamente proteccionista a una economía liberalizada abierta al libre comercio.
Después del desplome del mercado de valores de 1987, el desempleo (que había alcanzado un máximo del 10 %) fue descendiendo gradualmente hasta el 2007, cuando se registró el récord mínimo de 3,4 % (el quinto más bajo entre las 27 naciones de la OCDE). Sin embargo, la crisis global que siguió tuvo un gran impacto y durante cinco trimestres consecutivos el PIB se contrajo, dando lugar a la recesión más larga en más de treinta años. Desde la década de 1970, Nueva Zelanda ha experimentado una serie de «fuga de cerebros» que aún continúa en la actualidad: casi una cuarta parte de los trabajadores altamente calificados viven en el exterior, la mayoría en Australia y el Reino Unido, el mayor porcentaje para un país desarrollado. Estos neozelandeses eligieron vivir y trabajar en el extranjero principalmente debido a la carrera, la cultura y los factores económicos, aunque finalmente algunos vuelven por razones de familia y estilo de vida. En los últimos años, se han realizado esfuerzos por atraer profesionales de Europa y de otros países menos desarrollados.

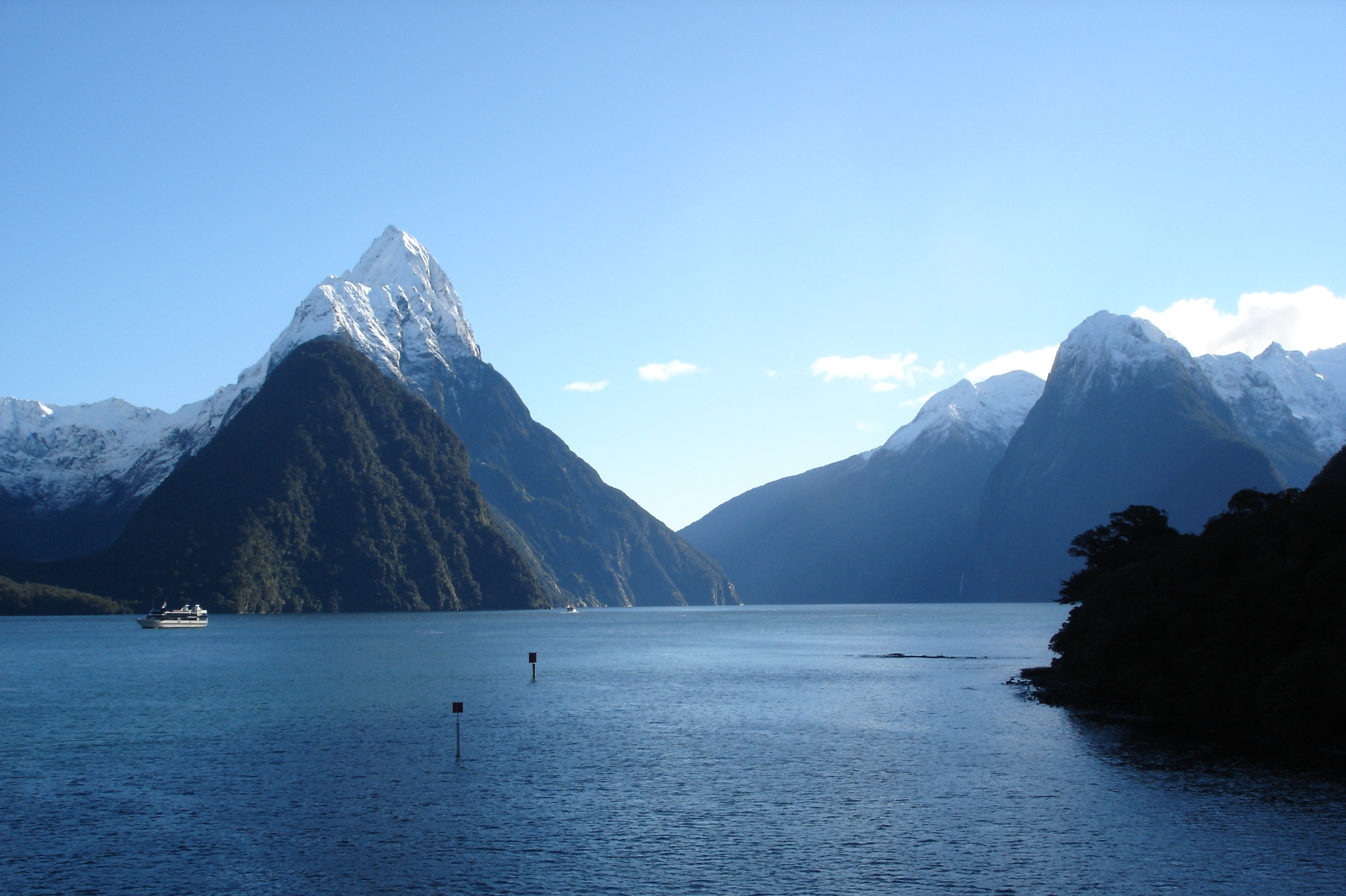
Milford Sound, uno de los destinos turísticos más famosos del país.

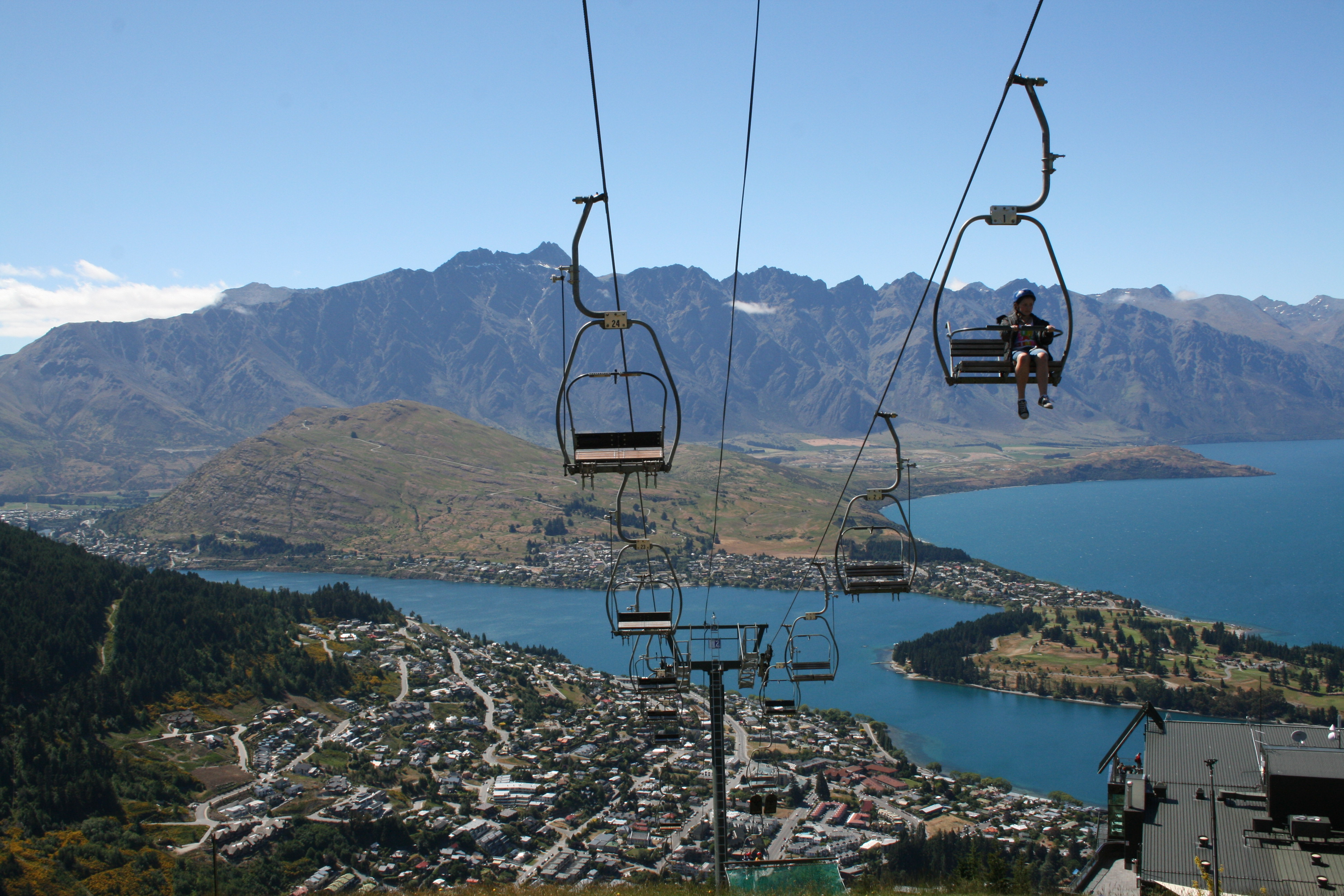
Queenstown, pequeña ciudad turística.

Nueva Zelanda depende en gran medida del libre comercio, especialmente en productos agrícolas. Las exportaciones representan un porcentaje relativamente alto de su producción, lo que la hace vulnerable a los precios internacionales de productos básicos y a las recesiones globales. Sus principales productos de exportación provienen de la agricultura, la horticultura, la pesca y de la silvicultura, que constituyen aproximadamente la mitad de las exportaciones del país. Sus principales socios mercantiles son Australia, Estados Unidos, Japón, China y el Reino Unido. El 7 de abril de 2008, Nueva Zelanda y China firmaron un acuerdo de libre comercio, el primer acuerdo que China firma con un país desarrollado. No obstante, el sector servicios es el sector más importante en la economía, seguido de la industria, la construcción, la agricultura y la extracción de materias primas. El turismo también desempeña un papel importante en la economía de Nueva Zelanda; en 2010 contribuyó con 15 000 millones de dólares al PIB total del país, además de dar empleo al 9,6 % de la población activa. Ese mismo año, los turistas internacionales aumentaron un 3,1 %, y se espera que la cifra aumente a un ritmo de 2,5 % cada año hasta 2015.

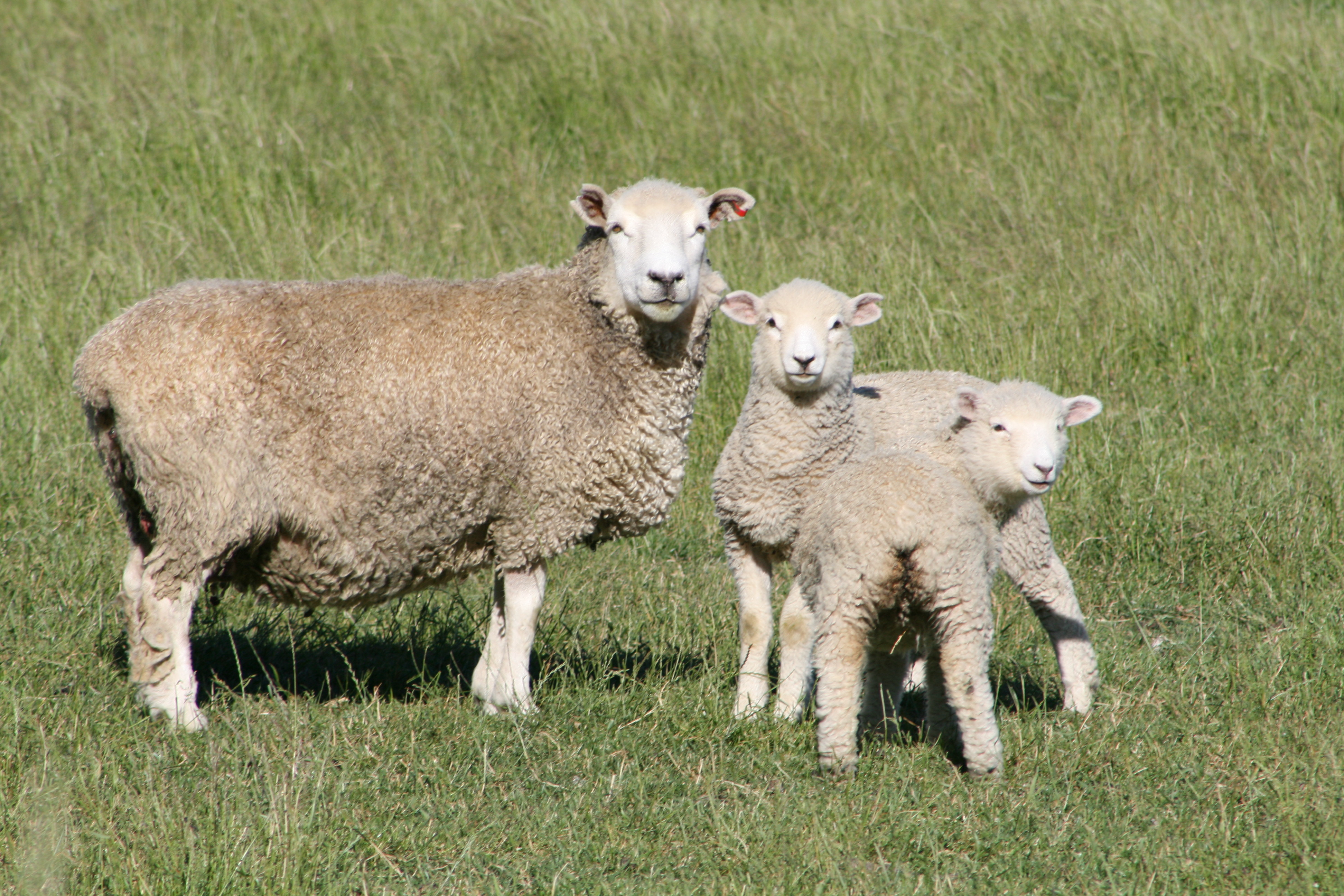
La cría del ganado ovino ha sido una de las principales actividades económicas en todo el país.

La agricultura y la ganadería han sido y siguen siendo las principales actividades económicas en Nueva Zelanda. La lana era el principal producto exportado por el país y llegó a constituir más de un tercio de todos los ingresos de exportación; pero desde la década de 1960, su precio ha disminuido constantemente y la lana ya no es un producto rentable para muchos granjeros. Por el contrario, las ventas de productos lácteos aumentaron y el número de vacas lecheras se duplicó entre 1990 y 2007, para convertirse en una de las fuentes de ingresos más importante para el país. En 2009, los productos lácteos representaron el 21 % (9100 millones de dólares) de los productos de exportación totales, y la compañía más grande en el país, Fonterra, controla casi una tercera parte del comercio internacional de productos lácteos. El mismo año, la carne supuso el 13,2 % de las exportaciones, la lana el 6,3 %, las frutas el 3,5 % y la pesca el 3,3 %. La mayoría de los animales de granja son alimentados con pastos (heno y, en tiempos de escasez, ensilado) y las vacas y ovejas rara vez se mantienen bajo techo o son alimentadas con grandes cantidades de granos. Los cerdos por lo general se mantienen en el interior de granjas y establos. La industria del vino de Nueva Zelanda ha seguido una tendencia similar a los productos lácteos, ya que el número de viñedos se duplicó durante el mismo período, superando a las exportaciones de lana brevemente en 2007.
Durante la década de 1970, el gobierno ofreció una serie de subsidios para ayudar a los agricultores y granjeros, y para 1980 estos subsidios proporcionaban el 40 % de los ingresos de algunos agricultores. En 1984, el gobierno laborista terminó todos los subsidios agrícolas, y en 1990 el campo se convirtió en el sector menos organizado de la economía. Para competir con los mercados europeos y estadounidenses fuertemente subsidiados, los granjeros aumentaron la eficiencia de sus operaciones.

## Infraestructura

### Transporte

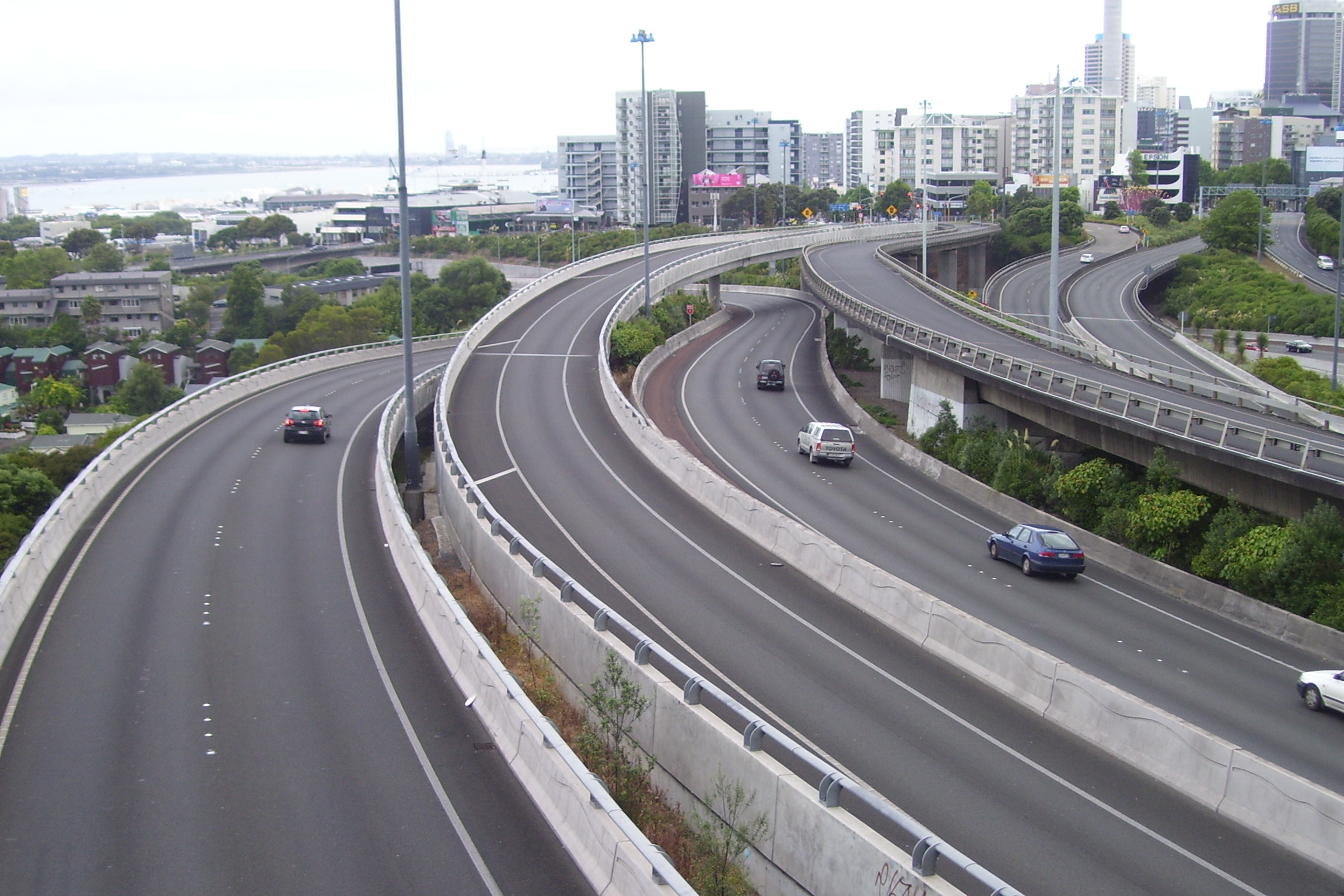
La autopista estatal 1, la más larga del país, a su paso por Auckland.

La red de transporte neozelandesa consta de 93 906 km de carreteras, incluyendo 199 km de autopistas, con un valor estimado de 23 000 millones de dólares. La mayoría de las principales ciudades y pueblos están unidos por servicios de autobús, aunque los automóviles privados son el modo predominante de transporte. En 1993, los ferrocarriles fueron privatizados, pero finalmente volvieron a ser una empresa de propiedad del Estado. Los ferrocarriles corren a lo largo del país, aunque la mayoría de las líneas transporta mercancías en lugar de pasajeros.

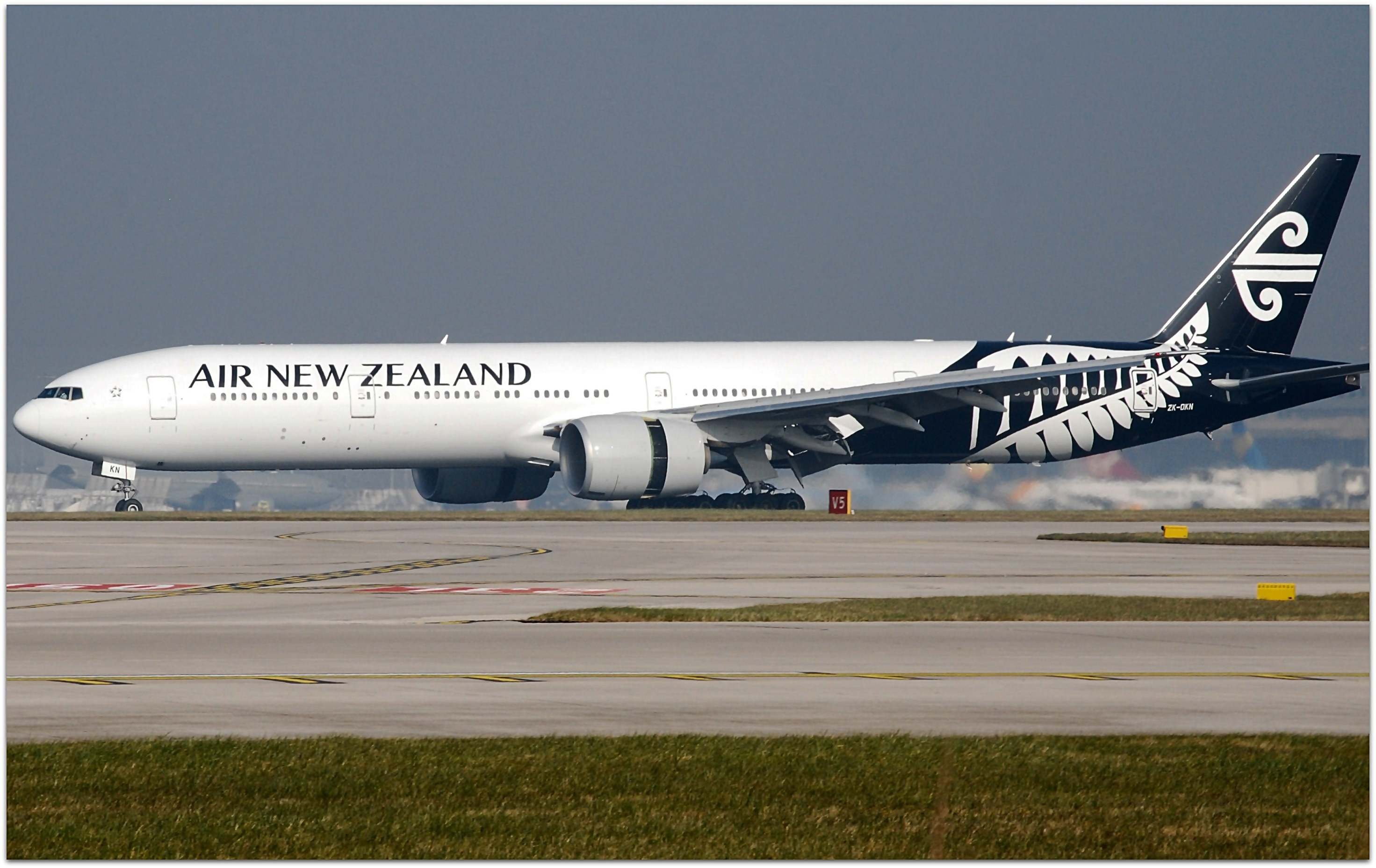
La aerolínea nacional, Air New Zealand, es la mayor de Oceanía.

La mayoría de los visitantes internacionales llegan por vía aérea, gracias a los siete aeropuertos internacionales que existen. Sin embargo, de estos siete, solo el de Auckland y el de Christchurch tienen vuelos directos a otros países aparte de Australia o Fiyi.

### Telecomunicaciones
La radio y la televisión comenzaron sus transmisiones en 1922 y 1960, respectivamente. La desregulación en la década de 1980 vio un aumento repentino en el número de estaciones de radio y televisión. La televisión de Nueva Zelanda emite programación en su mayoría de origen estadounidense y británico, junto con un gran número de programas de espectáculos australianos y locales. La industria de los medios de comunicación de Nueva Zelanda está dominada por un pequeño número de empresas, la mayoría de los cuales son extranjeras, a pesar de que el Estado mantiene la propiedad de algunas estaciones de radio y televisión. Entre 2003 y 2008, Reporteros Sin Fronteras colocó a Nueva Zelanda dentro de las veinte naciones con mayor libertad de prensa.
La Oficina de Correos de Nueva Zelanda tenía el monopolio de las telecomunicaciones en el país hasta 1987, cuando se creó Telecom Nueva Zelanda, inicialmente como empresa estatal y luego privatizada en 1990. Chorus, que se separó de Telecom (ahora Spark) en 2011, sigue siendo propietaria de la mayor parte de la infraestructura de telecomunicaciones, pero la competencia de otros proveedores ha aumentado. En 2009 se inició el despliegue a gran escala de fibra óptica con capacidad de gigabits, denominada banda ancha ultrarrápida, con el objetivo de que el 87 % de la población disponga de ella en 2022. En 2017, la Unión Internacional de Telecomunicaciones de las Naciones Unidas situaba a Nueva Zelanda en el puesto 13 en cuanto a desarrollo de infraestructuras de información y comunicaciones.

### Energía

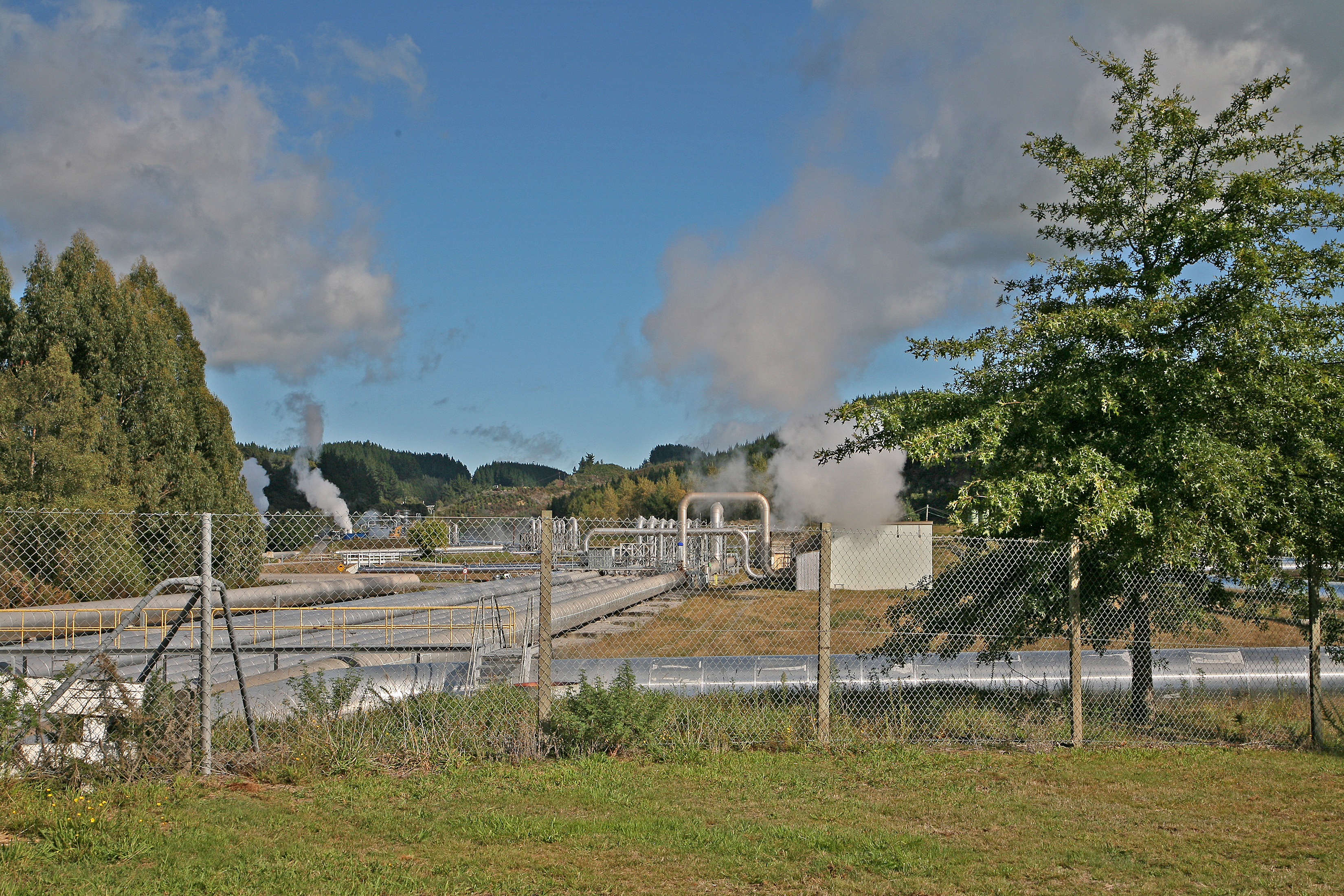
Planta geotérmica en Nueva Zelanda.

En 2015, las energías renovables generaron el 40,1 % del suministro energético bruto de Nueva Zelanda. La mayor parte del suministro de electricidad del país se genera a partir de la energía hidroeléctrica, con grandes proyectos en los ríos Waikato, Waitaki y Clutha / Mata-Au, así como en Manapouri. La energía geotérmica es también un importante generador de electricidad, con varias grandes centrales situadas en la zona volcánica de Taupō, en la Isla Norte. Las cinco principales empresas del mercado de generación y venta al por menor son Contact Energy, Genesis Energy, Mercury Energy, Meridian Energy y TrustPower. Transpower, de propiedad estatal, gestiona las redes de transmisión de alta tensión en las islas del Norte y del Sur, así como el enlace HVDC entre islas que las conecta.
El suministro de agua y el saneamiento son, en general, de buena calidad. Las autoridades regionales proporcionan infraestructuras de captación, tratamiento y distribución de agua a la mayoría de las zonas desarrolladas.

### Ciencia y tecnología
La primera contribución a la ciencia en Nueva Zelanda fue la de los tohunga maoríes, que acumularon conocimientos sobre prácticas agrícolas y sobre los efectos de los remedios herbales en el tratamiento de enfermedades y dolencias. Los viajes de Cook en el siglo XVIII y de Darwin en 1835 tuvieron importantes objetivos científicos botánicos y zoológicos en la zona de la actual Nueva Zelanda. La creación de universidades en el siglo XIX propició los descubrimientos científicos de notables neozelandeses, como Ernest Rutherford, que investigó la división del átomo; William Pickering, especialista en ciencia de cohetes; Maurice Wilkins, quien ayudó a descubrir el ADN; Beatrice Tinsley, astrónoma que contribuyó a la comprensión de la formación de galaxias; Archibald McIndoe, cirujano plástico y Alan MacDiarmid, ganador del premio Nobel de química por su investigación en la conducción de polímeros.
Los Institutos de Investigación de la Corona (Crown Research Institutes, CRI) se crearon en 1992 a partir de organizaciones de investigación gubernamentales ya existentes. Su función es investigar y desarrollar nueva ciencia, conocimientos, productos y servicios en todo el espectro económico, medioambiental, social y cultural en beneficio de Nueva Zelanda. El gasto bruto total en investigación y desarrollo (I+D) en relación con el PIB aumentó hasta 1.37% en 2018, frente al 1.23% de 2015. Nueva Zelanda ocupa el puesto 21 en la OCDE por su gasto bruto en I+D como porcentaje del PIB. Nueva Zelanda ocupó el puesto 24 en el Índice Mundial de Innovación, a cargo de la Organización Mundial de la Propiedad Intelectual, en 2022 y el 27 en 2023.

## Demografía

### Etnicidad e inmigración

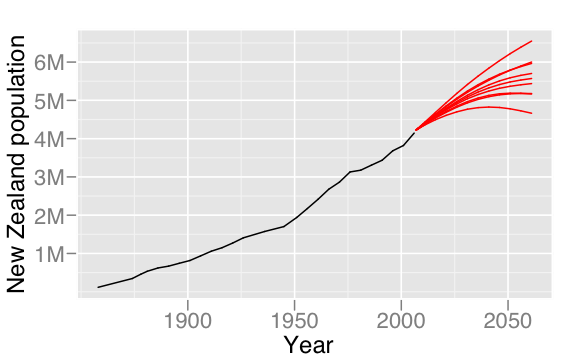
Población histórica de Nueva Zelanda (negro) y crecimiento previsto (rojo).

La población de Nueva Zelanda es de aproximadamente 5,35 millones de habitantes. En el censo de 2023, el 67,8% de los residentes de Nueva Zelanda se identificaron étnicamente como europeos y el 19,6% como maoríes. Otros grupos étnicos importantes incluyen a los pueblos asiáticos (17,3%) y del Pacífico (8,9%), dos tercios de los cuales viven en la región de Auckland.
En el censo de población de 2006, 67,6 % de los encuestados se identificó étnicamente como europeo y el 14,6 % como maorí. Otros grupos étnicos importantes incluyen los asiáticos (9,2 %) y los pueblos del Pacífico (6,9 %), mientras que el 11,1 % se identificaron a sí mismos simplemente como «neozelandés» (o similar) y el restante 1 % se identificó con otras etnias. Esto contrasta con las cifras de 1961, cuando el censo informó que la población de Nueva Zelanda se componía de 92 % de europeos y solo 7 % de maoríes, con las minorías asiáticas y del Pacífico compartiendo el 1 % sobrante. Aunque el gentilicio para un ciudadano de Nueva Zelanda es neozelandés, el término informal «kiwi» es comúnmente utilizado tanto por los extranjeros, como por la población local. El término «pakeha» suele referirse a los neozelandeses de ascendencia europea, aunque algunos rechazan esta denominación de origen, además de que algunos maoríes lo usan para referirse a todos los neozelandeses que no descienden de maoríes o algún otro pueblo polinesio.

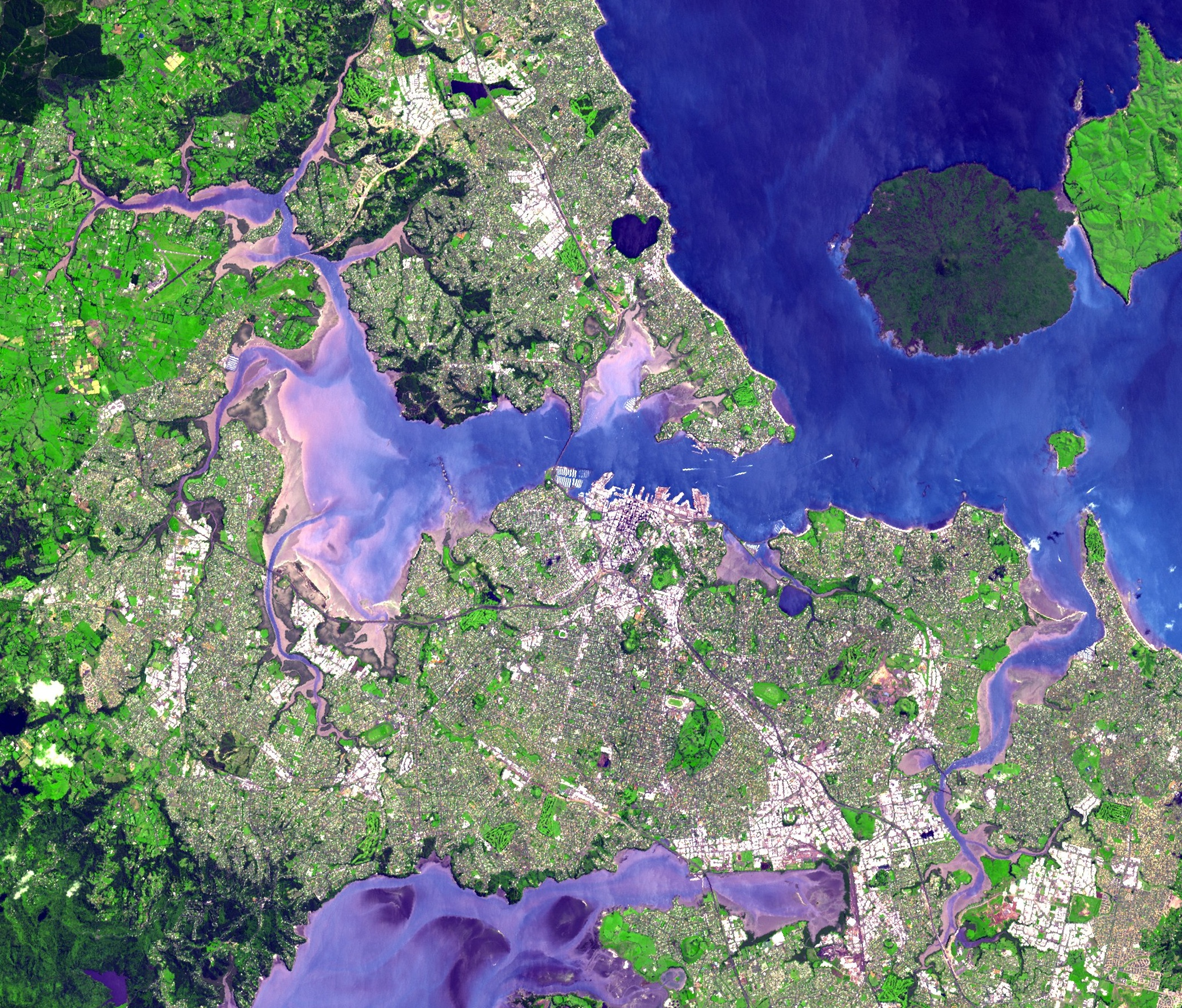
Vista satelital de la zona metropolitana de Auckland, la más grande y más poblada del país.

La mayoría de los neozelandeses de origen europeo tienen ascendencia británica e irlandesa, aunque hay poblaciones significativas de origen neerlandés, dálmata, italiano y alemán, junto con inmigrantes europeos que viajaron a través de Norteamérica, Sudamérica, Australia y Sudáfrica. Nueva Zelanda es un país predominantemente urbano, ya que el 72 % de la población vive en una de las 16 principales zonas urbanas, y el 53 % vive en alguna de las cuatro ciudades más grandes: Auckland, Christchurch, Wellington y Hamilton. La esperanza de vida de una persona nacida en 2008 era de 82,4 años para una niña y 78,4 años para un niño. Se prevé que la esperanza de vida aumente hasta los 85 años en 2050, y que la mortalidad infantil disminuya. Estimaciones indican que para ese mismo año, la población llegará a los 5,3 millones, la edad promedio se elevará de 36 años a 43 años y el porcentaje de personas mayores de 60 años aumentará del 18 % al 29 %.
Los maoríes fueron los primeros inmigrantes en llegar a Nueva Zelanda, seguidos de los primeros colonos europeos. Los siguientes colonos provenían en gran parte del Reino Unido, Irlanda y Australia, debido a las políticas restrictivas similares a las impuestas en Australia. A raíz de la Gran depresión y la Segunda Guerra Mundial, estas políticas se relajaron y la inmigración aumentó. Entre 2008 y 2009, el Servicio de Inmigración de Nueva Zelanda fijó el destino de más de 45 000 migrantes. 23 % de los neozelandeses nacieron en el extranjero, la mayoría de los cuales viven en la región de Auckland. Aunque una gran parte proviene del Reino Unido e Irlanda (29 %), la inmigración desde Asia Oriental (en su mayoría de China continental, pero con un número importante de inmigrantes de Corea del Sur, Taiwán, Japón y Hong Kong) está aumentando más rápidamente. El número de estudiantes de intercambio también aumentó considerablemente en la década de 1990, y para 2002, había más de 20 000 alumnos del extranjero en instituciones de enseñanza superior públicas.

### Idiomas
Hasta 1987, el inglés era el único idioma oficial de Nueva Zelanda, aunque sigue siendo hoy en día el idioma predominante en la mayoría de las regiones; el maorí se convirtió en un idioma oficial en virtud de la Ley de la lengua maorí de 1987, mientras que el lenguaje de señas de Nueva Zelanda lo hizo gracias a la Ley del lenguaje de señas de Nueva Zelanda de 2006. Los dos idiomas oficiales hablados son también los más utilizados; el inglés es hablado por un 95.9 % de la población y el maorí por el 4,1 %. El samoano es el idioma no oficial más hablado (2,3 %), seguido por el francés, el hindi, el chino cantonés y el mandarín.

### Educación

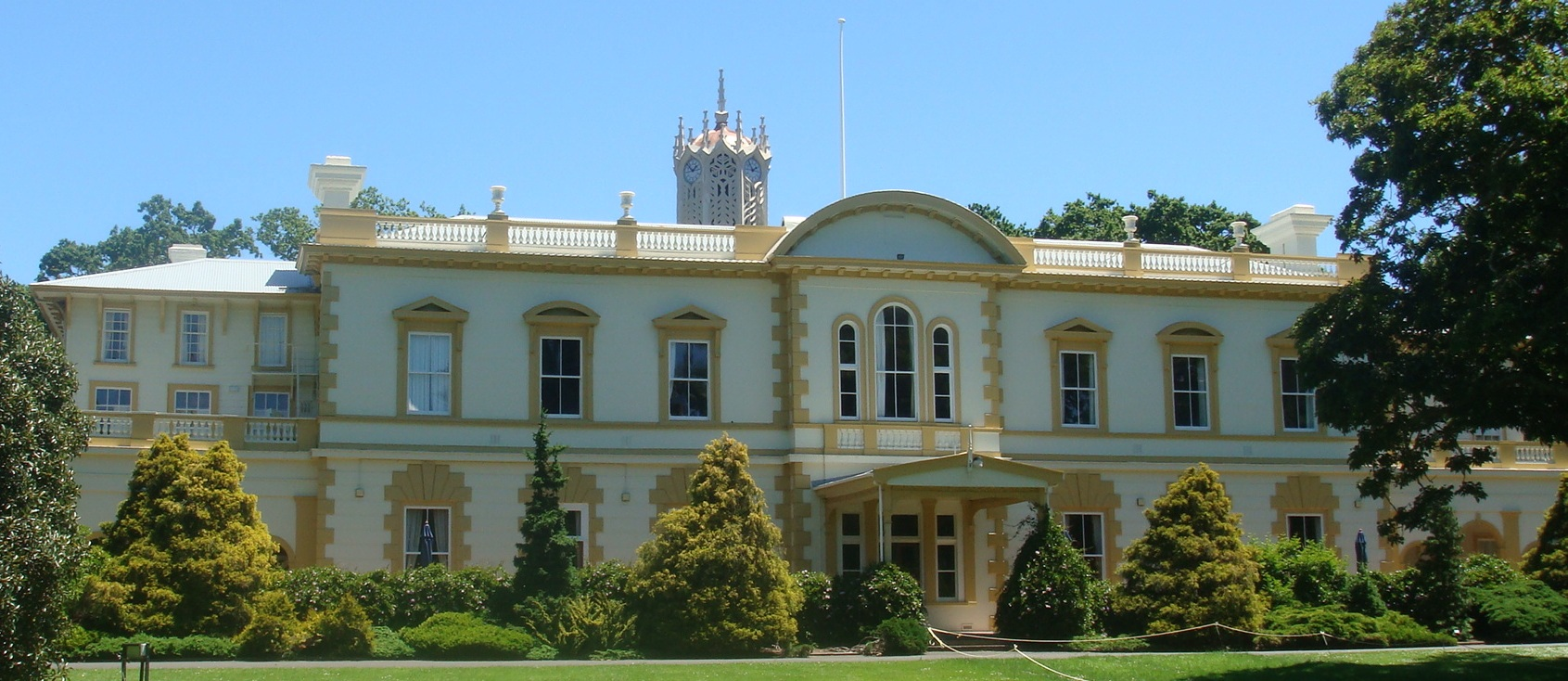
Edificio de la Universidad de Auckland.

La escuela primaria y secundaria es obligatoria para los niños entre 6 y 16 años, aunque la mayoría asiste a partir de los cinco años. Hay 13 años de escuela obligatoria y la asistencia a las escuelas públicas es gratuita. Nueva Zelanda tiene una tasa de alfabetización de adultos del 99 %, y más de la mitad de la población de entre 15 y 29 años cursa algún tipo de educación superior. La escolaridad entre la población adulta es diversa: 14,2 % tiene un título de grado, 30,4 % tiene un diploma de educación secundaria y el 22,4 % no tiene una escolaridad bien establecida.

### Religión

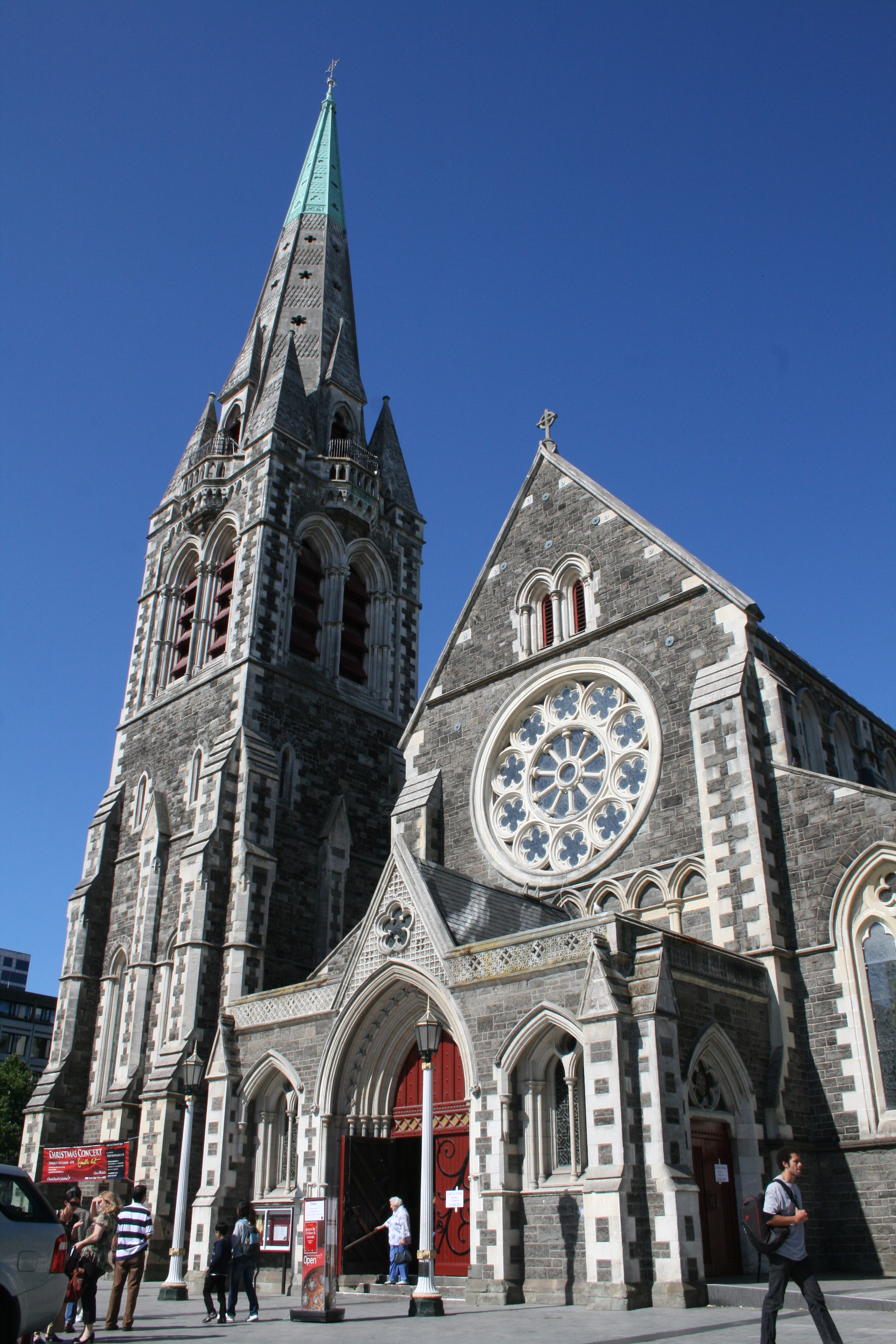
Catedral de Christchurch.

Según el censo realizado en 2007, el cristianismo es la religión predominante en Nueva Zelanda, practicada por el 55,65 % de la población; el 34,7 % de los encuestados dijo que no practicaba ninguna religión (subió del 29,6 % en 2001) y alrededor del 4 % estaba asociado con otras religiones. Las principales denominaciones cristianas son el anglicanismo, el catolicismo, el presbiterianismo y el metodismo. También hay un número significativo de adeptos a las iglesias pentecostales, bautistas y mormonas. La iglesia Ratana, con sede en Nueva Zelanda, tiene muchos seguidores entre los maoríes. De acuerdo con las cifras del censo, otras religiones que comprenden una minoría significativa son el islam, el budismo y el hinduismo.

## Cultura

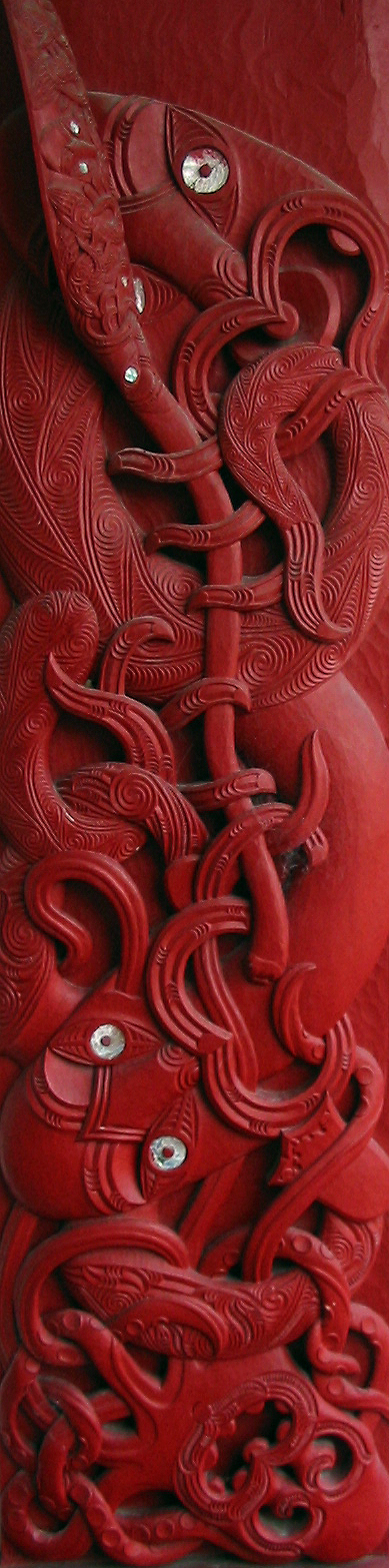
Talla de madera que representa al navegador Kupe luchando contra dos criaturas del mar.

Los primeros maoríes desarrollaron su propia cultura característica, basada en la cultura polinesia. La organización social fue en gran medida comunal con familias (whanau), sub-tribus (hapu) y tribus (iwi) gobernadas por un jefe (rangatira), cuya posición estaba sujeta a la aprobación de las comunidades. Los inmigrantes británicos e irlandeses trajeron los aspectos de su propia cultura a Nueva Zelanda y también influenciaron la cultura maorí, especialmente con la introducción del cristianismo. Sin embargo, los maoríes consideran todavía su lealtad a los grupos tribales como una parte vital de su identidad y los roles en los parentescos dentro de las familias maoríes son similares a las de otros pueblos de Polinesia. Más recientemente, las culturas de Estados Unidos, Australia, Asia y de otros países europeos han ejercido cierta influencia en Nueva Zelanda.

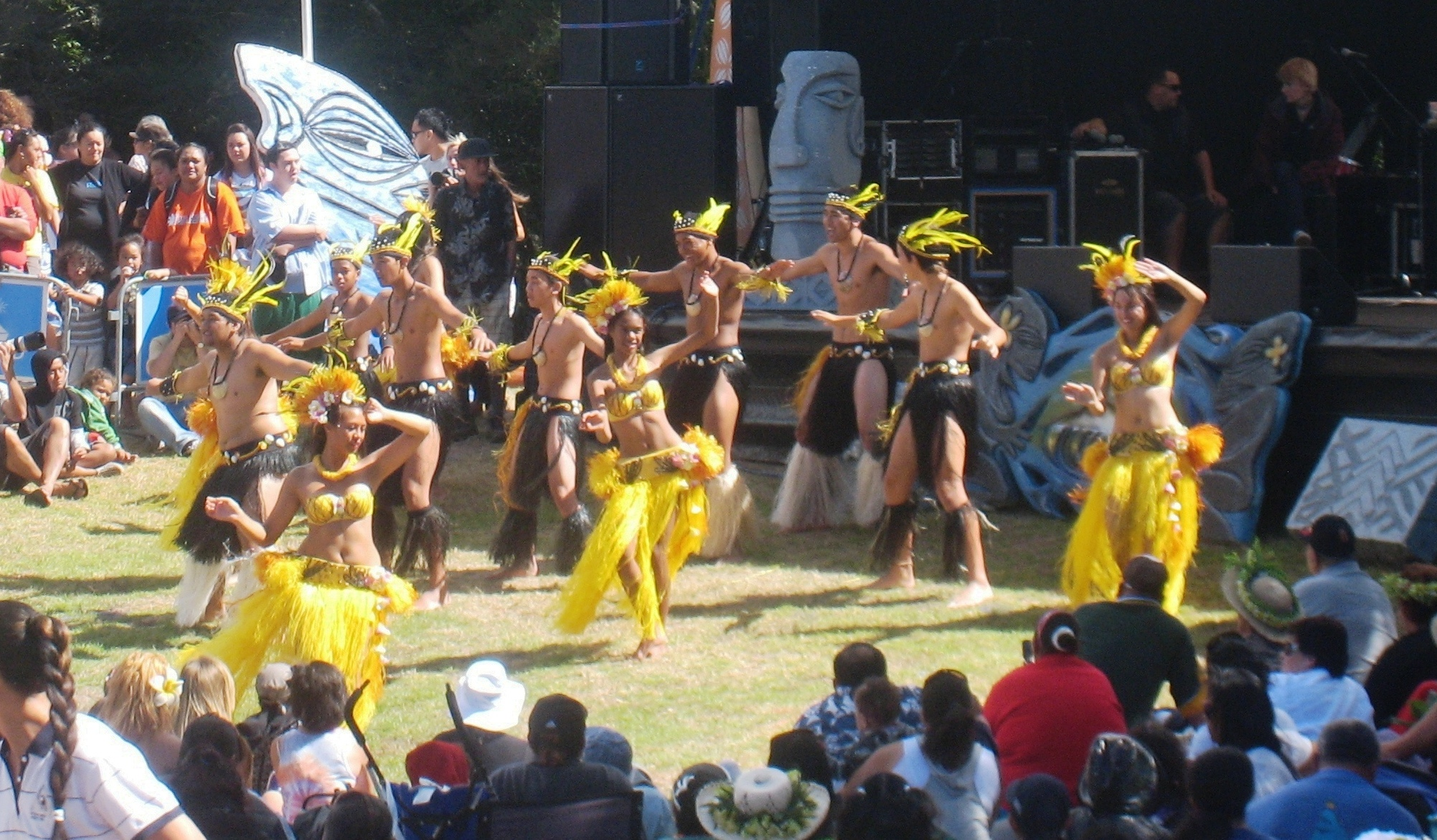
Bailarines de las Islas Cook en el Festival Pacifica en Auckland.

En la época colonial, la vida en gran parte rural llevó al estereotipo de los neozelandeses resistentes, ingeniosos («ingenio Kiwi») y con un carácter demasiado modesto. En aquel momento, Nueva Zelanda no era conocido como un «país intelectual» y el fenómeno conocido como «síndrome de alta exposición», donde se crítica a alumnos de alto rendimiento más severamente que a sus compañeros menos exitosos, era muy evidente. En la década de 1960, el mejor acceso a la educación superior y el crecimiento de las ciudades dio inicio al dominio de la cultura urbana. A pesar de que la mayoría de la población ya vive en ciudades, gran parte del arte, la literatura, el cine y el humor de Nueva Zelanda tiene una temática rural.
La cultura maorí fue suprimida durante el intento de asimilación de los maoríes por parte de los británicos. Después de la Segunda Guerra Mundial, se desalentó el uso del idioma maorí (te reo maorí) en las escuelas y lugares de trabajo, reduciendo el conocimiento del idioma a solo algunas comunidades en algunas zonas remotas. Recientemente ha sufrido un proceso de revitalización, y en 1987 se le otorgó el estatus de idioma oficial. Ahora hay escuelas para aprender el idioma y dos canales de Televisión Maorí, los únicos a nivel nacional que transmiten la mayoría de su contenido del horario estelar en maorí.

### Artes plásticas

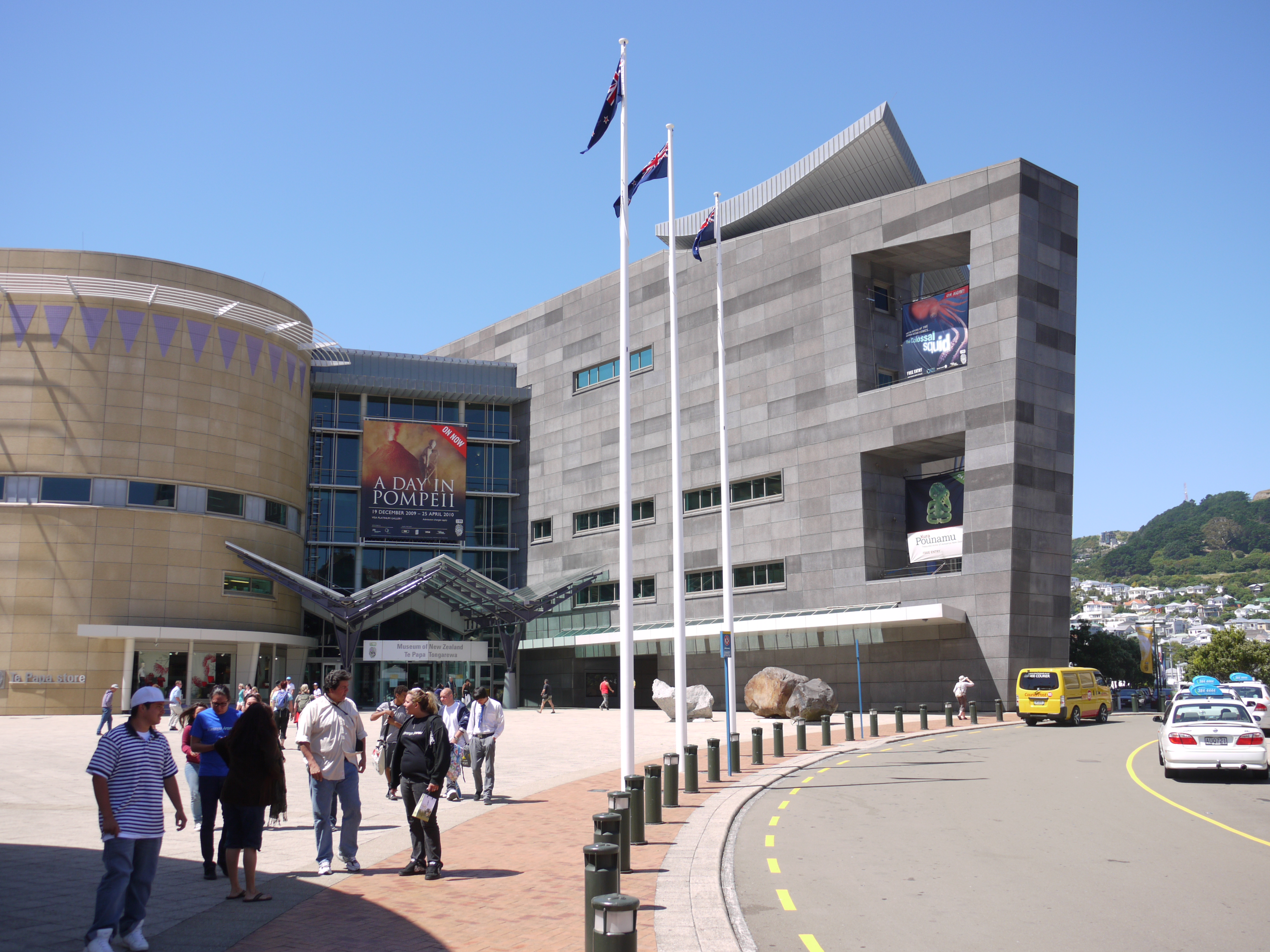
Museo de Nueva Zelanda Te Papa Tongarewa, el museo nacional de Nueva Zelanda, el más grande del país.

Como parte del resurgimiento de la cultura maorí, la elaboración de artesanías tradicionales, como el tallado de madera y el tejido, se han extendido, y los artistas maoríes están aumentando en número e influencia. Las primeras pinturas y fotografías de Nueva Zelanda estuvieron dominadas por los paisajes. Las primeras formas de arquitectura consistían en casas de reunión talladas en madera (marae) decoradas con grabados y tallas simbólicos. Estos edificios eran muy diversos y originalmente estaban diseñados para reconstruirse constantemente, cambiar y adaptarse a diferentes formas y necesidades. Antes del siglo XXI, la moda de Nueva Zelanda tenía reputación de ser «casual, práctica y mediocre». Desde entonces, la industria de la moda ha aumentado significativamente, con el establecimiento de más de cincuenta marcas y la duplicación de las exportaciones en tan solo diez años, tiempo durante el cual, algunas marcas ganaron reconocimiento internacional.

### Literatura
Los maoríes rápidamente adoptaron la escritura como un medio para el intercambio de ideas, y muchos de sus poemas y tradiciones orales se han conservado de manera escrita. La mayor parte de la literatura neozelandesa era muy similar a la del Reino Unido, y no fue hasta la década de 1950, con el aumento del número de librerías y editoriales, que la literatura de Nueva Zelanda comenzó a ser ampliamente conocida. La música moderna neozelandesa ha estado influenciada por géneros como el hip hop, el rock and roll, el country, el blues y el jazz, los cuales se han mezclado con la música folclórica de Nueva Zelanda y Polinesia. Los inmigrantes también trajeron al país su propia música folclórica, como es el caso de las bandas escocesas de gaitas, una de las primeras influencias musicales extranjeras. Actualmente, existen algunos artistas que interpretan canciones en maorí, que trajeron consigo el resurgimiento de la tradición maorí del hapa haka (canto y danza).

### Cinematografía

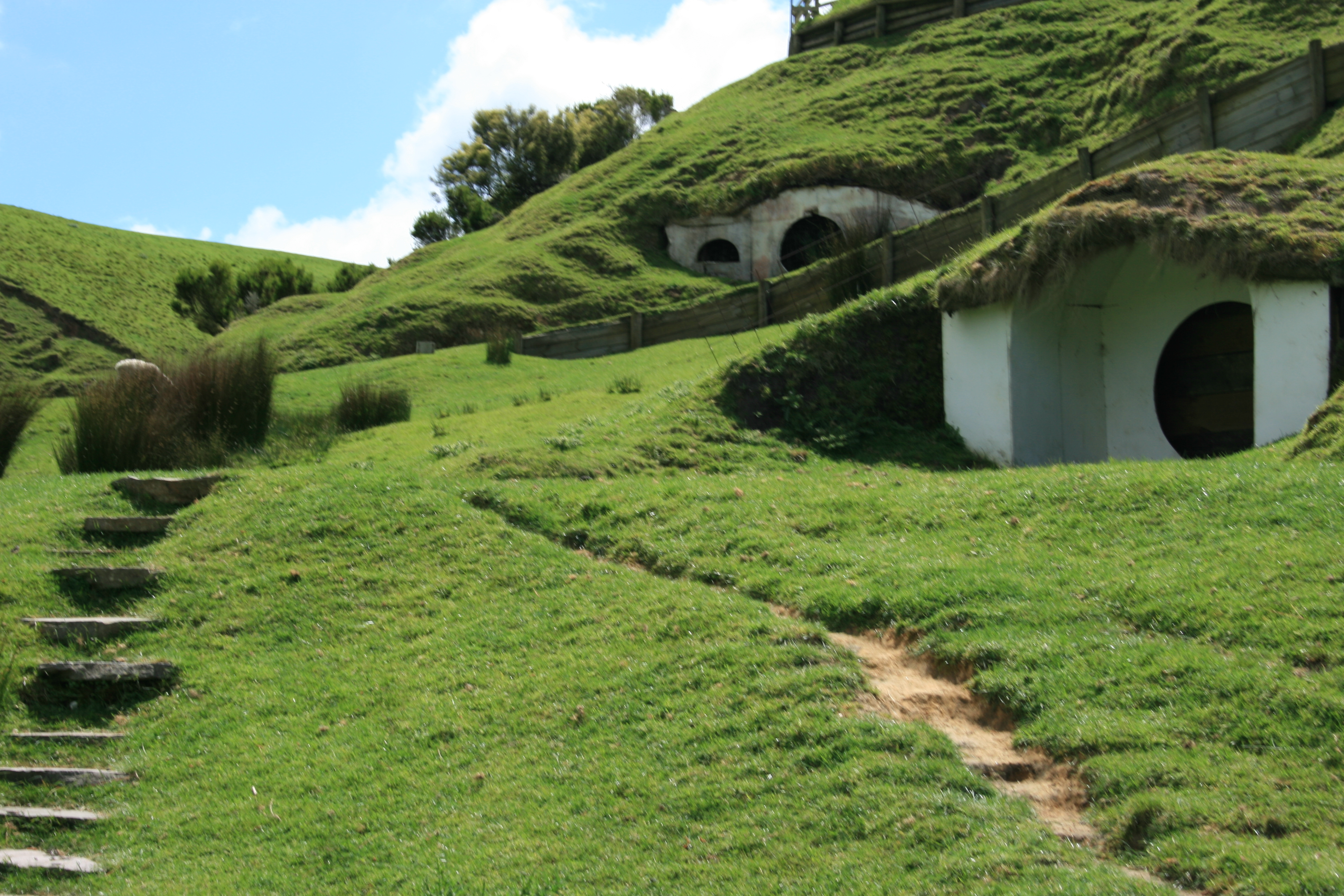
Hobbiton, lugar de rodaje en El Señor de los Anillos y en El hobbit, ubicado en Matamata.

Aunque el cine llegó al país desde la década de 1920, fue hasta cincuenta años después que el número de películas neozelandesas aumentó significativamente. En 1978, la Comisión de Cine de Nueva Zelanda comenzó a brindar apoyo a los cineastas locales y muchas de sus películas alcanzaron una audiencia mundial, y algunos recibieron reconocimientos internacionales. Los diversos escenarios naturales del país, su tamaño pequeño y los incentivos del gobierno, lograron que algunas películas de gran presupuesto hayan sido filmadas en Nueva Zelanda; la más representativa de las cuales es la trilogía cinematográfica de El Señor de los Anillos y de El hobbit.

## Deportes
Los primeros deportes llevados por los colonizadores eran de origen británico, y entre ellos destacan el críquet, el bowling, el hockey sobre césped, el tenis y las carreras de caballos. Este último fue uno de los espectáculos deportivos más populares y se convirtió en parte de la cultura tradicional de «rugby, carreras y cerveza».
En 1870 se jugó el primer partido de rugby y las giras exitosas realizadas por el equipo nacional a Australia e Inglaterra tuvieron un papel importante en la formación de la identidad nacional de Nueva Zelanda. Los cambios en la sociedad redujeron la importancia del rugby en el desarrollo de la unidad nacional y la identidad individual, lo que fue demostrado por las protestas durante la gira de 1981 por Sudáfrica. La participación maorí en el deporte fue particularmente evidente en el rugby, y antes del inicio de los partidos internacionales, los jugadores realizan una haka (en maorí: «desafío»). El equipo nacional de rugby (apodado los All Blacks) es el equipo deportivo más exitoso del país.
Nueva Zelanda también tiene buenos equipos internacionales en deportes como el netball, el críquet, el Rugby League y el sóftbol, y tradicionalmente los atletas neozelandeses terminan en buenas posiciones en eventos como el triatlón, el ciclismo, remo y la vela. El país es reconocido internacionalmente por posicionarse bien en los medalleros de los Juegos Olímpicos y los Juegos de la Mancomunidad.
También es reconocida por sus deportes extremos y el turismo de aventura, cuya reputación se extiende desde la creación del primer sitio de góming en el mundo. Otras actividades al aire libre, como el senderismo, la caza y la pesca son muy populares. El canotaje polinesio (waka ama) ha aumentado en popularidad y ahora es un deporte internacional en el que participan equipos de todo el Pacífico. El país también tiene una tradición de montañismo particular: el neozelandés sir Edmund Hillary (acompañado del sherpa nepalí Tenzing Norgay) fue el primero en alcanzar la cumbre del monte Everest. Por último, cabe destacar un interés creciente del mototurismo en este país. Los mototuristas suelen ser atraídos por el poco tráfico de los caminos de Nueva Zelanda.
En fútbol, Nueva Zelanda se destaca a nivel continental, los All Whites consiguieron cinco títulos en la Copa de las Naciones de la OFC en las ediciones 1973, 1998, 2002, 2008 y 2016, además disputaron dos Copas Mundiales, en los años 1982 y 2010, logrando en esta última el récord de ser el único equipo que no perdió en el torneo, consiguiendo tres empates. A nivel de clubes, la liga local es semiprofesional y no posee gran popularidad, a pesar de que dos equipos de dicho campeonato, el Waitakere United y el Auckland City Football Club fueron campeones continentales y disputaron en repetidas ocasiones la Copa Mundial de Clubes de la FIFA. Sin embargo, Nueva Zelanda está representada en el fútbol profesional por el Wellington Phoenix Football Club y el Auckland Football Club que juega en la A-League australiana respectivamente.